# 浙江省
29°12′N 120°30′E / 29.2°N 120.5°E
浙江省，简称“浙”，是中华人民共和国东部的一个沿海省份，位于长江三角洲南翼，北邻上海市、江苏省、西依安徽省、江西省、南接福建省，陆域面积10.55万平方公里，占全国的1.1%，海域面积26万平方公里，是中国陆地地区面积最小的省之一，也是中国岛屿数量最多的省份。2023年，全省常住人口6627万人，位居全国第八位，是全国人口增长速度最快的省份之一。省政府驻地杭州市西湖区。
浙江历史悠久，是中华文明的发祥地之一。1949年以后，因为国防前线与历史问题，浙江省经济在国内排名连年衰退、国有投入不到全国平均水平的一半。自改革开放以来，浙江一直是中国民营经济最活跃的省份之一，因为民营经济的跨越式发展，经济总量由全国第14位进步到全国第4位。截至2023年，浙江城镇、农村居民人均可支配收入连续20年、36年位居全国各省区第一位，区域、城乡发展均衡，是全国唯一一个所有设区的市居民收入全部超过全国平均水平的省份，也是全国城乡居民收入比最低的省份。

## 名称及象征
「浙江」为钱塘江的古称，钱塘江在《山海经》、《越绝书》、《史记》、《水经注》等多数古籍均作「浙江」，《庄子·外物篇》作「淛河」，《水经》作“渐江水”。陳橋驛等现代学者考证浙、淛、渐都是古越语的不同汉语音译，而清代《康熙字典》则称“浙者，折也”，认为“浙江”得名于钱塘江水曲折逆流；同时钱塘江又因为其干流蜿蜒曲折如“之”字，故别称“之江”。春秋战国时期，浙江属于百越中於越的核心地带，也就是春秋五霸中越国本部所在；直到三国时期，浙东仍是山越活动的中心；因此也有文献会称浙江简称为“越”，就如章炳麟的「願吾越人，無忘張煌言」，同时“越”也是省内绍兴市的简称。
唐乾元元年（758年）分江南东道为浙江东道、浙江西道以及福建道，是为“浙江”二字第一次成为地方政府的名称:2，浙江二道合称“两浙”，辖境大致为今天苏南、皖南、上海及浙江全境，与今天的吴语区相仿。元代在原先的两浙及福建设立江浙行省，治杭州路，奠定了浙江独立建省的基础:8。元明之际，龙凤十二年（1366年）朱元璋置浙江等处行中书省，简称浙江行省，后又改名为浙江等处承宣布政使司，民间俗称浙江省。。清代因袭了明代的浙江等处承宣布政使司，更加常用浙江省的名称，民国延续清代行政区划浙江省，而中华人民共和国也承袭前代省份，浙江省建制及辖境大致沿袭至今:2。
浙江省境内最大河流为钱塘江，海拔1930米的龙泉市黄茅尖为浙江省最高峰。钱江潮常被媒体用作比喻浙江人的拼搏精神。2008年浙江省开展评选省花和省树。其中兰花和樟树得票最高。2009年1月16日浙江省召开“关注森林”工作会议，正式确认樟树为省树、兰花为省花，该次会议同时确定金钱松、银杏、毛竹、榧树为浙江省特色树，梅花、荷花、桂花、山茶花为浙江省特色花。

## 历史

### 史前时期

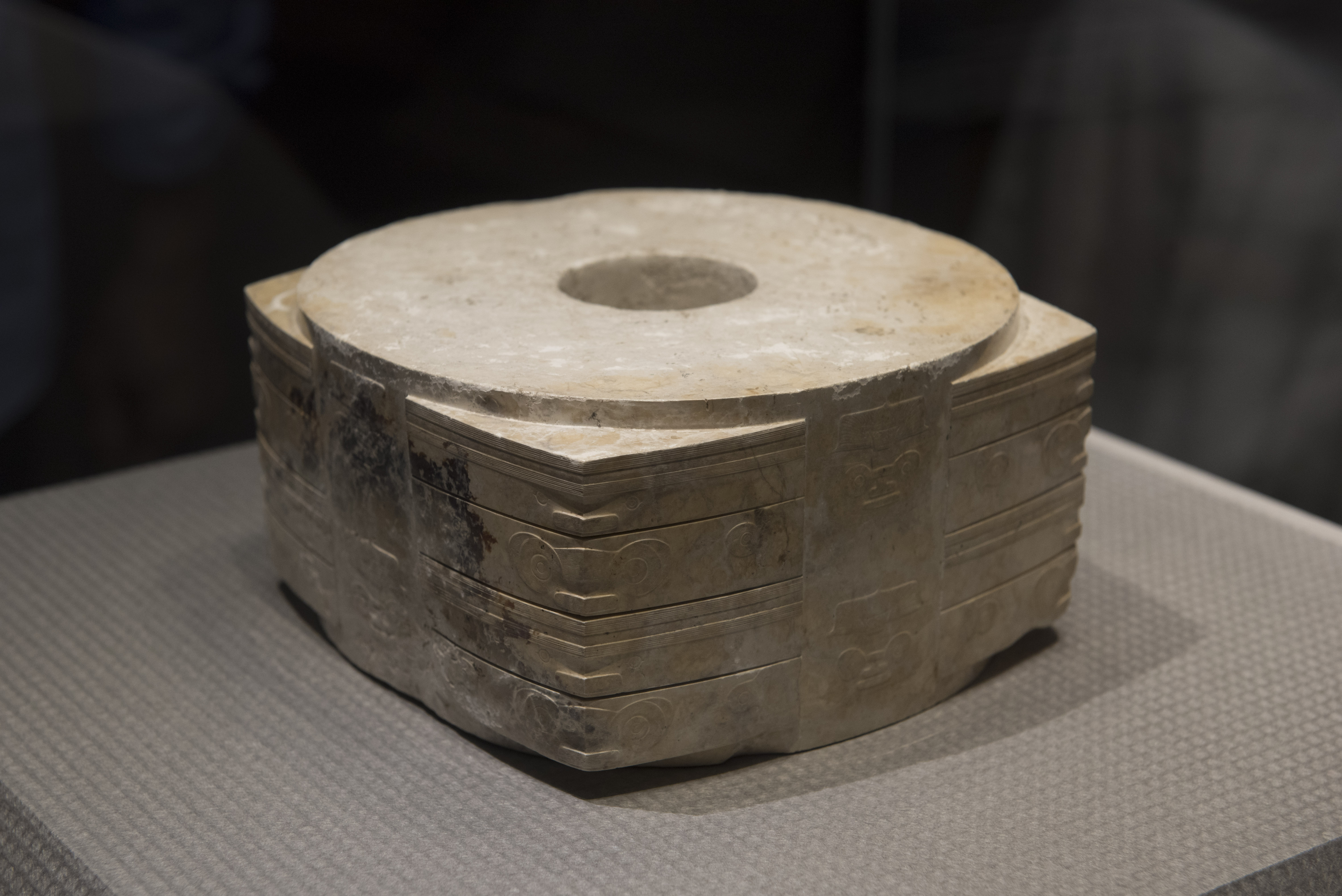
良渚遗址反山12号墓出土玉琮

早在5万年前的旧石器时代，浙江就有原始人类建德人活动。直至新石器時代，先後出現上山文化、小黄山文化、跨湖桥文化、河姆渡文化、马家浜文化及良渚文化。
其中河姆渡文化距今约7000年至6000年间，见证了古人由采集食物到学会耕作的过程，是迄今为止最丰富的一处史前稻作农业遗存:10-11。而后来的良渚文化距今约5000年，其古城遗址及治水遗迹为中国境内最早进入国家形态的地点，其玉器文化和成熟的礼制都对周边地区、夏商周三代及后来的中华文明产生影响:413-432，前故宫博物院院长张忠培先生更是称良渚为“中华第一城”:11-12:241。进入青铜时代后，良渚文化为马桥文化所取代:441，其居民被称为“越人”。考古上属于马桥文化及其接近类型的文化遗址大量在太湖地区、钱塘江流域、宁绍平原被发现，是当时少受中原影响的独立发展的文化。

### 先秦時期

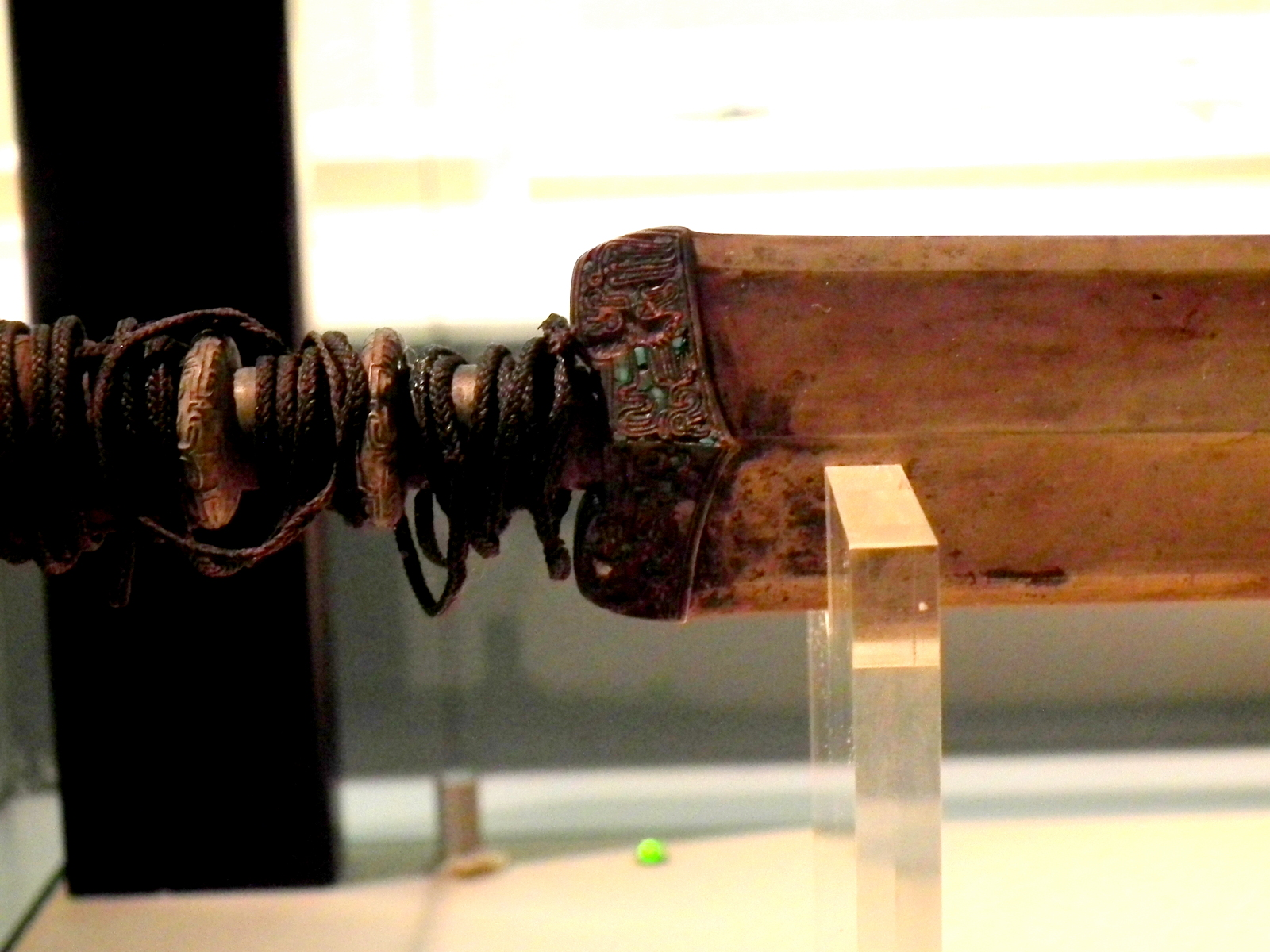
战国·越王者旨於睗剑

《史记》载：越人是大禹后裔，禹巡至會稽而崩，今天还有大禹陵在会稽山麓；夏代少康封自己的庶子于今浙江境內的會稽山以奉陵祭，由此越国建立。早在东汉就有张衡质疑这一传说，据考古发掘的吴越地区文物，古书所载夏朝的许多创举都和当时吴越地区的习俗颇有渊源，大禹则有可能是越人的后裔:3。
以会稽为中心的越國在春秋时期兴盛。此时，位于北边的吴国也迅速发展，并且比越国强盛的更快，吴国在消灭了江北的邗国（今苏中扬州）、淮夷等国后，与越国的冲突激增。吴王阖闾时，以越国不协助吴国攻打楚国为由而入侵越国，结果阖闾中箭身亡。继任吴王夫差同越王勾践进行了20余年的战争，最后越王勾践于前473年消灭北面的强国吴国，重建了越国，进而吞并吴国，遷都到吳國，后又迁都琅琊。
由于对楚战争失败，勾践的子孙越王翳被迫把国都迁回到吴国灭亡时的首都——姑苏。越王无强时，越国发兵向北攻打齐国，向西攻打楚国，与中原各国争胜，齐威王使说客成功说服其转攻楚国，后无强戰敗自殺，越國由此敗亡，公元前306年，楚国占领越国國都姑蘇，在錢塘江以西设立江东郡，越國餘部分裂，各自割据錢塘江以東故地并向楚國臣服:4。同时今天的浙東地區仍然為東越人統治。在越国和吴国长期的交往中，越和吴的文化逐渐由异趋同，到漢代已經融为一体。

### 秦漢六朝

会稽山阴兰亭石碑

秦灭楚以后，旋即进入越地，“降越君，置会稽郡”，越故地遂为秦会稽郡的一部分，郡治在吴、越两国故都吴县（今苏州）。

秦二世元年（前209），天下反秦。项羽在吳袭杀秦会稽郡太守，率领八千江东子弟起兵。汉代秦后沿袭会稽郡。而今天的浙江南部由东瓯国统治，后来东瓯内附被迁至江淮，而与东瓯争斗的闽越被汉朝最终消灭，今浙江全境都歸於中原王朝統治。
东汉永建四年(129年)，將錢塘江以西劃為吳郡，以東為会稽郡，吳縣（今江苏苏州）成为新设的吴郡治所後，會稽郡治所迁回山阴縣（今绍兴）。东汉末年，吴郡富春县（今杭州富阳）人孙坚及其子孙策、孙权逐步掌控包括吴郡、会稽郡在内的江东地区并建立孫吳政权。。期間吴国向今天浙江西部和皖南等山地的山越部落进行征抚，并且大事屯田，以增强国力。公元280年，吴降晋。
永嘉五年（311年）永嘉之乱爆发，华北长期处于战乱，再加上五胡乱华，大量难民涌入江东。建兴五年（317年），司马睿在吴国故都建康建立东晋，江南又相继为宋、齐、梁、陈四朝所统治，此之谓六朝。六朝期間大量中原汉人贵族和士大夫南迁，其中吴兴郡和会稽郡人口都增加一倍:47。会稽、吴兴（今湖州）与吴郡并列“三吴”，是六朝膏腴之地，以三吴为中心经济、文化繁荣:6-7。

### 隋唐五代

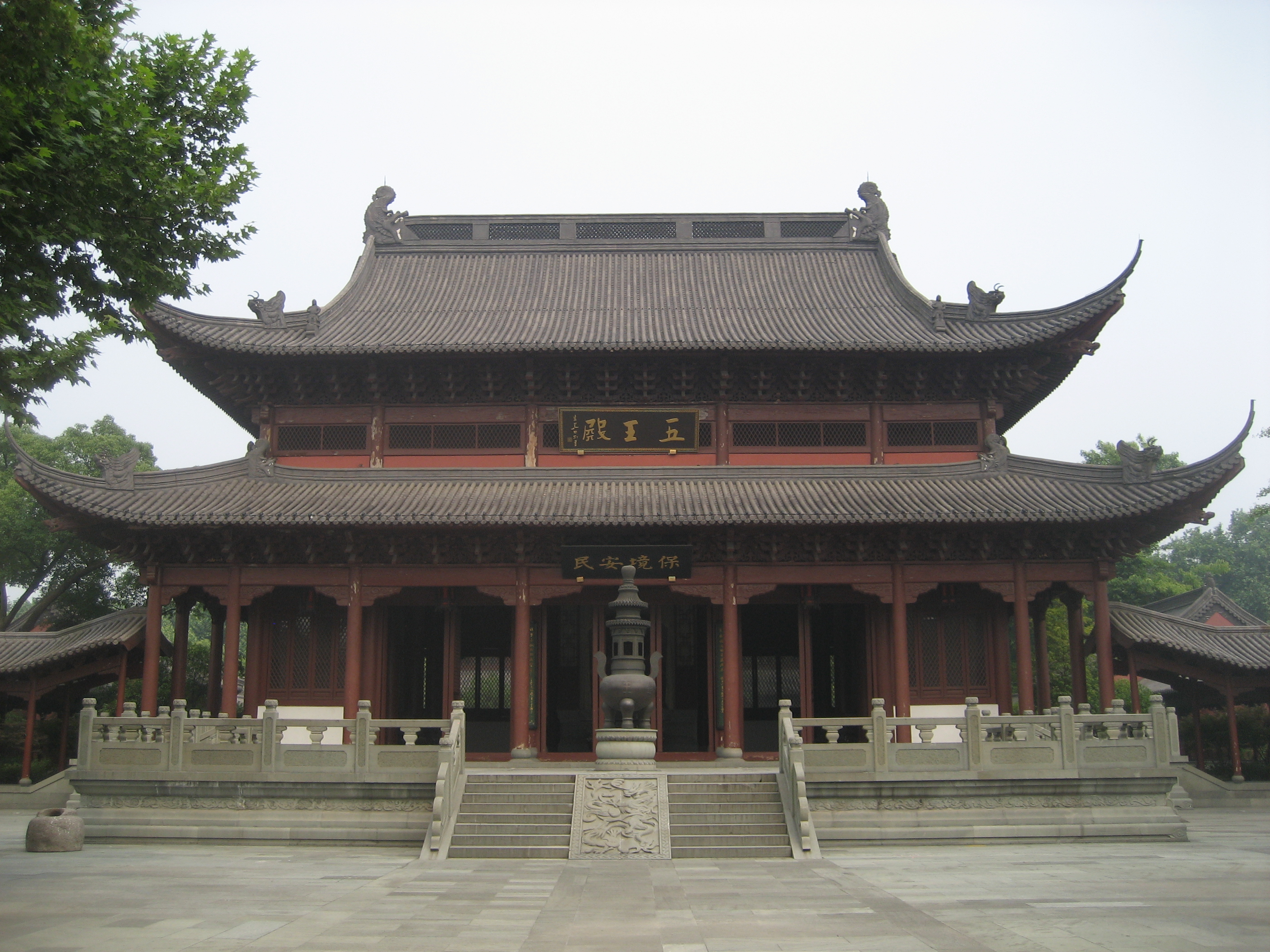
杭州西湖畔钱王祠供奉五代国君的五王殿

公元589年，陈朝为隋朝所滅，浙江地区再次為大一統王朝统治。南朝雖然已經滅亡，但南北分治已久，南方士族對北朝統治多有抵觸，隋文帝嚴酷鎮壓了南方叛亂，甚至有記載稱江南60万户人口中有30萬人死亡。此后隋朝治江南多以怀柔。为控制江南，隋代修築大運河直达浙江，创建杭州、嘉兴等州县城，浙江一帶都得到了極大的發展:165-168。
武德九年（626年）唐军进入浙江地。從貞觀元年开始，太湖流域由于物产丰厚，战争时期粮食大批被征调到北方。唐高宗年间，两浙已经有一定比重的北方氏族移入，各地流民但有災禍即來江南，兩浙人口增長數倍，经济也由運河、沿海向山地发展，湖州成为“江表大郡”，浙东则“衣食半天下”，而運河末端的杭州在贞观時更是成為江南人口最多的州，唐人有谓“东南名郡”:62-69。两浙至安史之乱时已为经济重镇，人口快速增长。由于江南茶业的发展，唐時增設了多个山地产茶县。
安史之乱时，朝廷为防范叛军占领江南，先是在杭州設置江东防御使，後來又設浙江西道和浙江東道，兩節度後來演變成為地方藩鎮。北方人口为免受兵祸，纷纷流亡进入江南，李白更是陳言“天下衣冠士庶，避地东吴，永嘉南迁，未盛于此”。江南地區經濟繁榮，在全国赋税来源中的地位迅速上升，乃至於“当今赋出于天下，江南居十九”，而浙西的金銀器也成為皇室貢品，而浙東的越窑瓷器更是成為南方的代表性瓷器，與邢窑白瓷並稱“南青北白”，而浙東到揚州一帶船運業發達。
唐末，王郢、黃巢作亂東南，浙西地方建立杭州八都自保；后来钱镠控制八都，并最終於乾寧二年（895年）兼併浙江二道，控制了兩浙地區，後被唐廷封為越王、吳王，唐朝滅亡后梁太祖封镠吳越王兼淮南節度使，吴越国由此建国。錢鏐晚年不參與藩鎮征戰，堅持“保境安民”的理念，“世方喋血以事干戈，我且闭关而修蚕织”，一心發展兩浙經濟，還留下過“心存忠孝，爱兵恤民，勤俭为本，忠厚传家”的家訓。在吳越治下，浙江全境都免於兵燹之祸，城池大治，佛教迎來黃金時代，海上貿易繁榮昌盛，兩浙社會經濟都超越北方中原，成為安定富庶之地:73:87-93，明州（今宁波）、台州、溫州等地成為重要海港，杭州更是逐漸成為“東南形勝、三吳都會”。但在强敌环伺的背景下，吴越的税役也十分沉重。

### 宋元时期

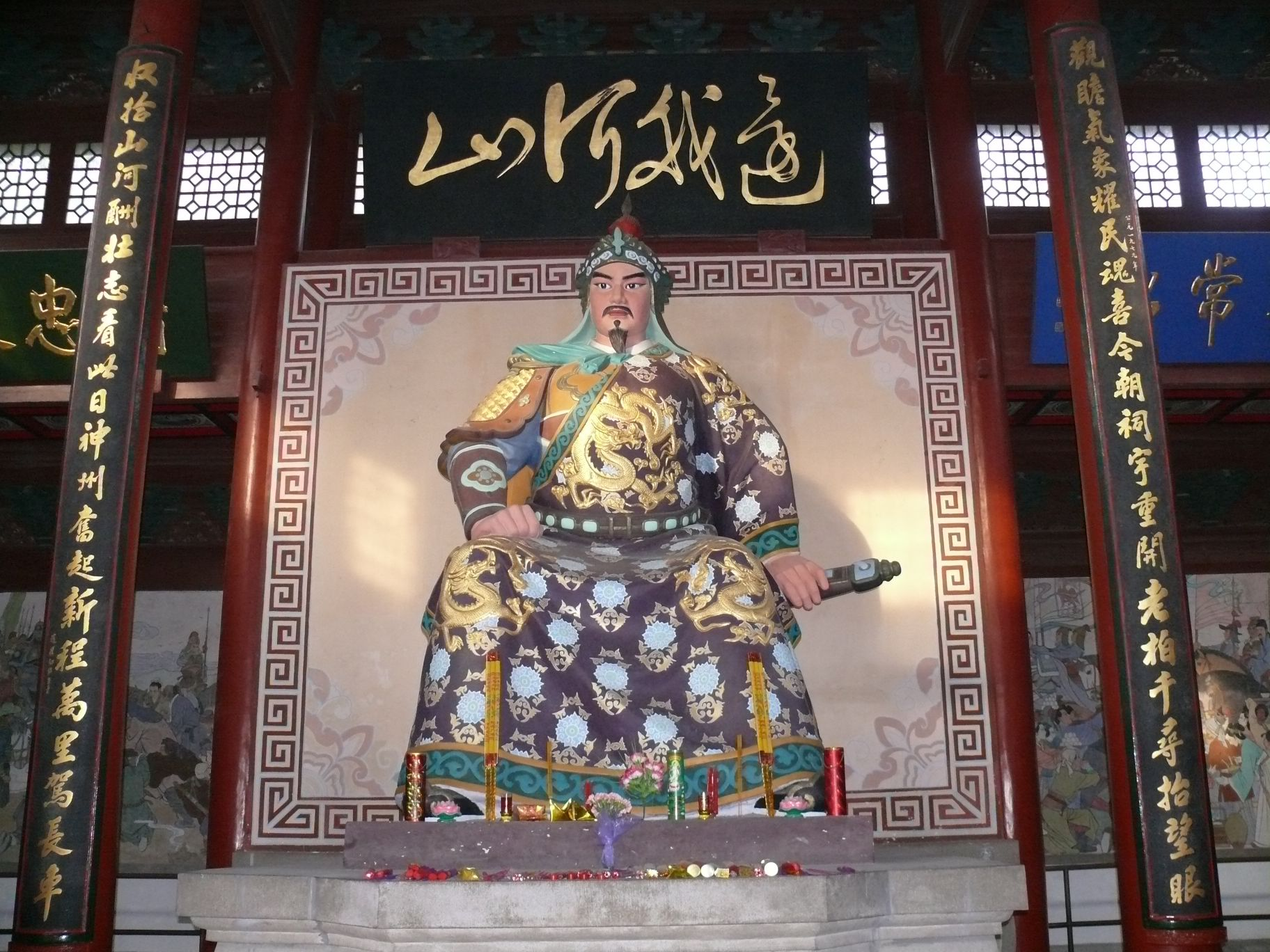
杭州岳王庙

太平兴国三年（978年）二月，吴越末代国主钱弘俶遵循祖训，主动歸附宋朝:8-11。北宋在在原吴越国地设立两浙道（后改为路），并一改吴越税赋繁多的遗留，两浙因此得以安定:5。两浙是北宋人口最多的路，同时也是宋代的财赋重地，“国家根本，仰给东南”:111，因此受到宋廷的极度重视，当时就有“苏湖熟，天下足”的说法来形容太湖两岸平江（今江苏苏州）、湖州（今浙江湖州）的繁荣富裕:6-7。
北宋灭亡後，靖康二年（1127年）五月宋高宗在商丘（宋南京应天府）称帝，南宋建立，绍兴二年（1132年）正式以兩浙路杭州为“行在所”，改临安府，自此两浙成为南宋的政治中心。宋室南迁后，大量北方人口涌入两浙地区，首府临安更是难民远远多于土著，一度成为北方士人的活动中心:134-135。两浙经济繁荣，海外贸易尤为发达，杭州、明州（今宁波）、温州都是当时海外贸易的主要港口；同时文化昌盛，成为了全国的教育文化中心，催生了如浙东学派的新思潮:142-155。这段时期的浙江，在全国经济中的地位与日俱增，并凭借粮食、茶叶和丝绸等成为中国最重要的赋税重地。
至元十三年（1276年），忽必烈帶領蒙古军队攻占临安，结束了杭州作为首都的年代。元朝将原来的两浙路与两淮路合并，设立江淮等处行中书省，统两淮（淮南东路、淮南西路）、两浙地。至元二十一年（1284年），以地理民事非便，改省治为杭州。至元二十二年(1285年)，割江北部分隶河南，以原两浙路为主体成立江浙等处行中书省（简称江浙行省）。元代的江浙仍是全国的税赋重地，工商贸易都高度繁荣，江浙占粮食岁入三分之一，商税也占三分之一，租调更是有十分之七强。元朝时访华的马可波罗对这里的繁荣与美丽感到惊讶，并称“行在”（即今浙江杭州）是“世界上最美丽华贵之天城”。但马可波罗是否来过中国仍然存疑。而与此同时，作为南宋遗民的两浙人被视作四等人中最低等的“南人”，受到的极大剥削和迫害，因而多次爆发反元起义:161。

### 明清時期
明洪武元年（1368年）朱元璋率领军队击败方国珍在今浙江内的武装，占领今浙江全部，设立浙江行中书省，后改为承宣布政使司，浙江省名也由此正式出现。朱元璋攻取金陵后设立江南行省（后改为直隶），后设立江南分省（後设立浙東行省，又改为浙江行中書省），将原宋朝浙西路的苏州府、松江府、湖州府、嘉兴府地划予南直隶；后因直隶辖境调整，洪武十四年（1381年），湖州府、嘉兴府地复归浙江，浙江省范围于此后700年间未有太大改变。明朝浙江承宣布政使司设立11个府、1州、75县。
明朝时浙江是全国赋税重地之一，嘉兴、湖州发展为生丝的主要产地，手工工場發達，如安吉、南潯、瑞安、臨平等一批市鎮繁榮，对外贸易也极其活跃:175-183。明代也是浙江文化的繁榮時期，學術發達，湧現出如劉伯溫、宋濂、方孝孺、王陽明這樣的大家:187。但是朱元璋為清剿盤據浙江沿海的张士诚和方国珍以及後來的倭寇，遂对沿海实施封闭锁国的海禁政策。洪武十九年（1386年）舟山46岛居民30000余人被强遣入内地，次年全国唯一的海岛县舟山昌国县废除。在明代私人海商和政府关系一直紧张，而浙江鋌而走險走私海上者不可勝數；寧波之亂後，海禁更加严格，於是以福建、浙江破產海商為主的真假倭寇橫行浙閩沿海:167-169，直至戚继光率军平定。

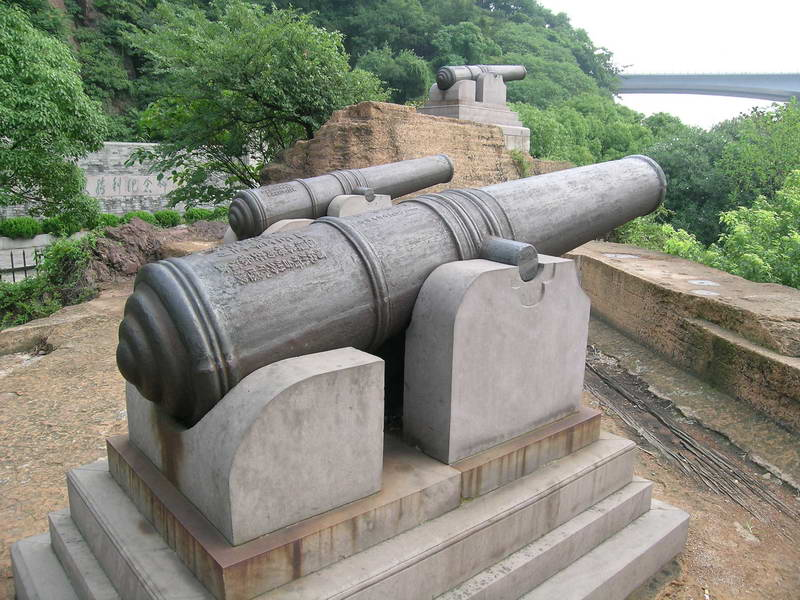
镇海招宝山炮台

清初，改浙江承宣布政使司为浙江省，军事上由闽浙总督节制。由于浙江曾经顽强抵抗，清人采取了剃发易服、军事镇压、迁界禁海等手段来巩固其在浙江的统治，极大打击了浙江的经济社会；对两浙文人则大兴文字狱，明史案、吕留良案等惨案不可胜数:173-174。明末清初，大量浙江籍遺民為反清復明、避難經商而東渡日本，其中最有代表性的就是朱舜水。康乾盛世时期，康熙、乾隆二帝多次南巡至浙江，衍生官场腐败；其后到鸦片战争之前，浙江内部已是吏治腐败、贫富悬殊，而由人口过剩又引发土地不足、粮食紧张、生态恶化等问题:4-6。
道光二十年（1840年）中英爆发第一次鸦片战争，英军在浙江发动定海、镇海、宁波、乍浦等战役，战后签订的中英江宁条约，宁波成为最早的五口通商口岸之一。而太平天国战争导致浙江总体人口损失超过50%，浙西的杭州、湖州等地人口损失更是超过80%，大批江浙人士进入上海外国租界避难。戰後，太湖北岸的蘇南及钱塘江以南的浙東居民大量移民浙西，兩浙人口進一步融合，促進了當地的城市化、工業化和商業發展。义和团运动及八国联军侵华期间，浙江省参与东南互保，沒有直接被戰火波及。清末在收回利權運動影响下，浙江當地商紳官三界也集資成立了浙江鐵路公司，并为筹资开办浙江兴业银行，但最终清政府一系列国有化命令下连同各地铁路被收归国有，这也促成後來的保路運動以及辛亥革命:297-298。

### 民国时期
辛亥革命爆发後，1911年11月浙江省也响应革命号召，自行宣布独立。1916年4月12日浙江省加入反袁护国运动，但由于局势动荡，1917年1月，北洋政府任命杨善德带兵来杭任浙江督军，齐耀珊任浙江省长，此后浙江相继为皖系军阀和直系军阀控制，直至1927年2月底，北伐军占領浙江全境，7月27日浙江省政府正式成立。民国前期，浙江虽多在军阀把持，省内精英仍多次发起省宪自治运动，废除督军，推行裁军，颁布中华民国第一部省宪。北伐结束后，在浙江同鄉及江浙财阀的支持下，蔣中正最终取得全国政权，由于國民政府定都南京，浙江地处京畿，时称“京沪杭”，所以在财政、人事、军事上都受到重视。
抗日战争期间，浙江是战争的主战场之一，属于第三战区。北部的嘉兴、吴兴、长兴等地是前期淞沪会战的主要战场之一，著名的笕桥空战即发生于此；战争中后期浙江是国军及盟军空袭日本的重要基地。1937年年底，杭州以北平原地区全面失守。为阻缓日军行动，国民政府对浙江实行焦土政策，炸毁刚通车3个月的钱塘江大桥，中日隔钱塘江对峙、互有胜负，日军最终占领沿海平原地区及钱塘江谷地，但未能深入山区，浙江省政府迁移至丽水云和县直至战争结束。而浙江沦陷区先是被编入日军的傀儡政权中華民國維新政府，到1940年再被编入汪伪政权，日本實行以戰養戰的戰略大力掠奪本地資源，浙江經濟飽受衝擊，直至1952年才恢復戰前水平。1945年9月4日第3战区参谋长张世希与驻杭州的日军第133师团参谋长樋泽一治在富阳宋殿村（今属杭州市富阳区银湖街道）举行洽降会谈，浙江光复。
1949年4月，中国人民解放军第三野战军共4个兵团10个军分兵数路进入浙江作战。5月，温州、杭州、宁波等浙江大陆各城相继易手。中华民国国民政府的浙江省政府迁至舟山，继续有效統治浙江沿海诸岛。1950年5月，浙江省政府等驻舟山各机构及中華民國國軍共12.5万人及当地民众约2万人撤退台湾，省政府因之撤銷。随后解放军陆续接管舟山群岛各岛。国民政府弃守舟山后，仍保有浙江東南的大陳列島（台州列島）、一江山等島而由国民政府控制。1955年1月20日，中國人民解放軍攻陷一江山島，国民政府見大勢已去，在美國第七艦隊的護航下，將大陳島上的軍隊和居民全部撤退至台灣，隨後更撤離南麂列岛。至此浙江省全境已为中国人民解放军占领。

### 共和国初期
1949年7月，浙江省人民政府成立。建国初期，因为抗日战争、通货膨胀、国共内战的打击，浙江的社会经济濒于崩溃，底层民众穷困潦倒。中国共产党在接收国民党资产后，进行了金融业的社会主义改造，并逐步垄断金融业；又将农村作为工作中心，积极清剿土匪，恢复秩序，颁布农业生产优惠政策，推动土地改革运动；但由于处于国防前线，浙江省在1953年到1957年“一五计划”期间没有引进任何重点工业项目。
1958“大跃进”起，浙江经济受到三年大饥荒、文化大革命等因素影响，国民经济比例严重失调，人民生活水平下降，省内债务负担增大，直至1978年改革开放:2-5。因为战争前线与历史问题，浙江长期得不到中央政府的支持，区域发展陷入绝境。据统计，1952年到1978年的26年间中央政府对浙江的投资总计77亿元，人均仅有410元，只占到全国总量的1.5%，不到当时全国各省区平均水平的一半，这也使得浙江是全国国有企业占比最低的地区。在国有投入严重不足的背景下，自解放后浙江省GDP排名连年下跌，在1979浙江省经济总量位居全国第14位，人均GDP则下跌到了全国第16位，为明清以来罕见。

### 改革开放后
改革开放初期，浙江制定了“扬长避短”的经济战略，大力发展纺织业，推行以市场为导向的改革，浙江农村率先开始工业化。80年代开始，各类商品市场开始活跃，民营经济开始赶超国营经济并占据经济半壁江山，涌现出一批经济强劲的乡镇及村，义乌小商品市场、海宁服装皮革城以及绍兴全球纺织市场中心等一批大型市场逐渐建立，浙南还出现了以家庭工业为特点的“温州模式”。90年代以来，随着社会主义市场经济的确立，乡镇集体所有制企业开始改制，私有制企业取代集体企业成为浙江省新的发展热点。在宽松的政策背景下，浙江逐渐成为中国大陆民营经济GDP占比最高的省份之一，形成了以民营中小企业为主导的“浙江模式”。当前，浙江是中国大陆民营经济最发达、县域经济最好、城乡差距最小的省份，在中国民营企业500强中，浙江占比近1/4。
浙江亦是建国以来许多历史事件的见证地。1954年，毛泽东在浙江杭州主持起草中华人民共和国第一部宪法五四宪法。1956年，温州永嘉县率先试行“包产到户”。1972年，尼克松访华，在杭州西湖畔的刘庄（今西湖国宾馆）草签了中美上海公告。1979年，温州市颁发了中国第一本个体工商户营业执照。1985年，中国第一座核电站秦山核电站在嘉兴海盐县动工建设。2008年，宁波舟山港成为世界货物吞吐量第一大港。2014年，世界互联网大会永久落户嘉兴乌镇。2016年，G20峰会在浙江杭州召开。2023年，第十九届亚洲运动会在浙江杭州举行。

## 自然地理

### 地质地貌

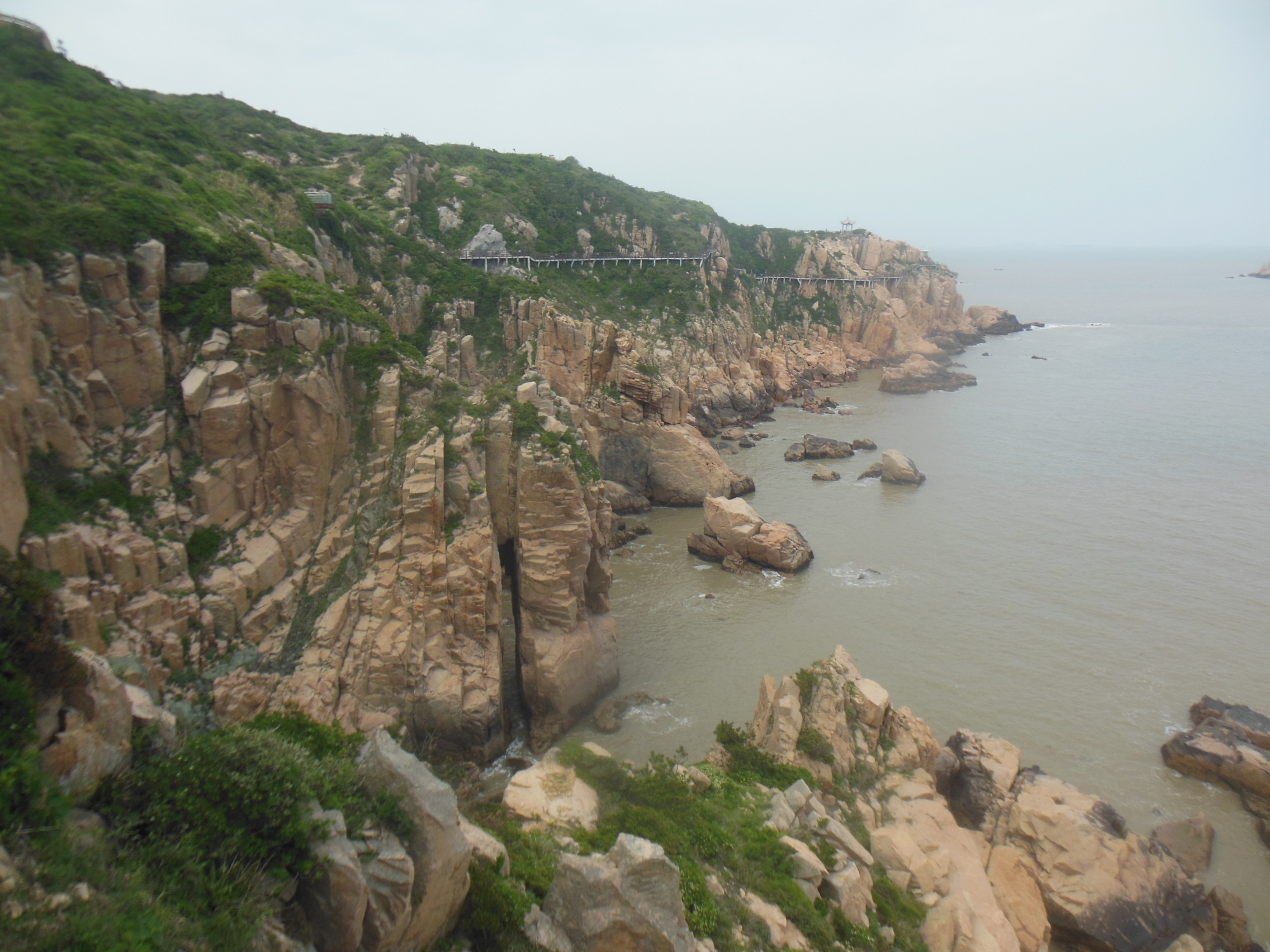
浙江嵊泗县的悬崖景观

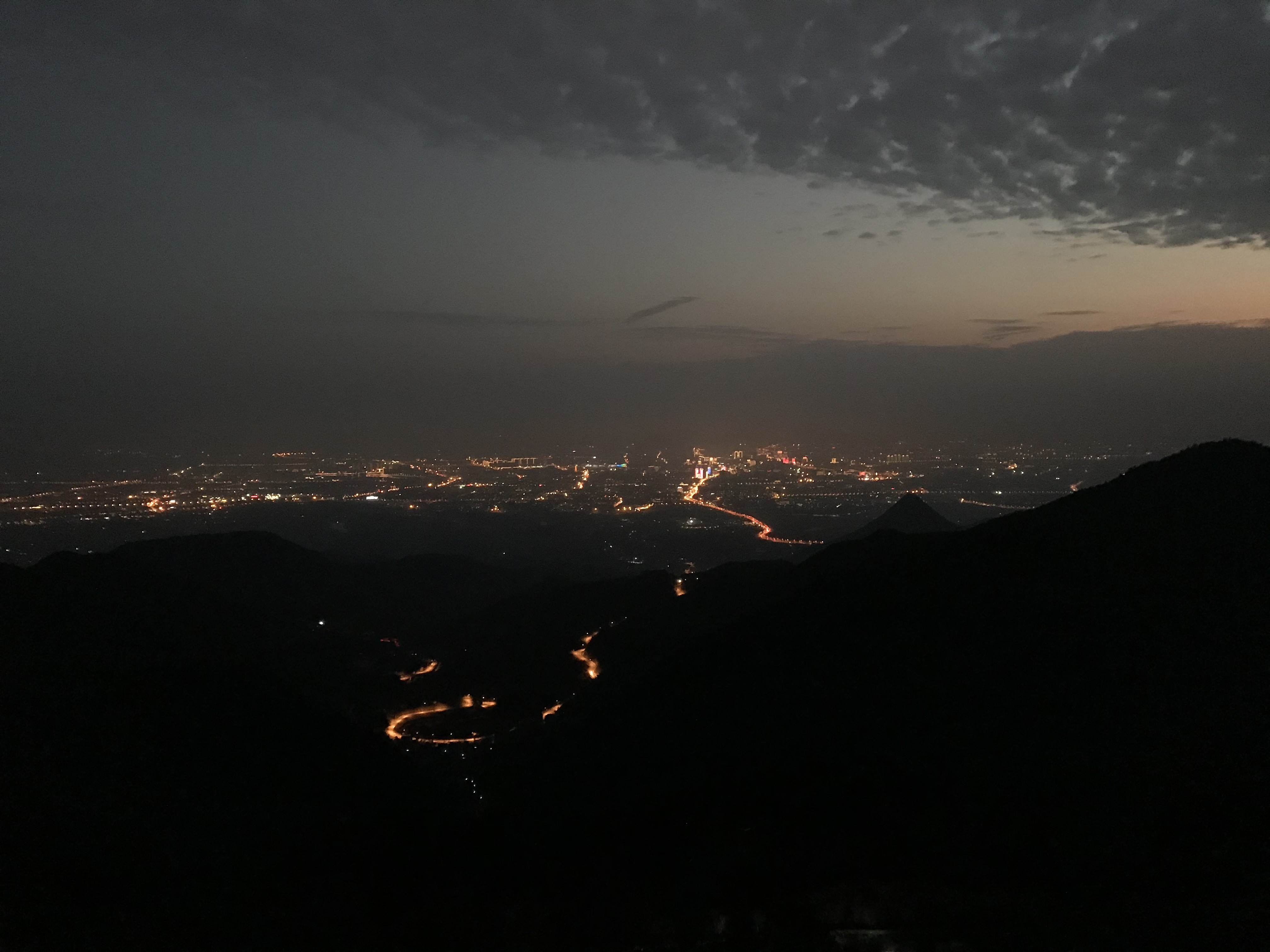
从金华山南麓H818观景台眺望处于金衢盆地内的金华市区

浙江省地形复杂，全省陆域面积中，山地占74.63%，水面占5.05%，平地占20.32%，故有“七山一水两分田”之说，其中位于丽水龙泉市的洞宫山黄茅尖为浙江省最高峰，海拔1929米。由于喜马拉雅运动，省内西南部分较东北抬升幅度大，地势由西南向东北倾斜。省内山脉受地质构造影响，大多也呈西南—东北走向，分为彼此平行的三支：其一在西北，由与江西省交界处怀玉山脉，向东北延展至天目山、千里岗山；其二在中部，由与福建交界处的仙霞岭向北至四明山、会稽山、天台山，最终入海为舟山群岛；其三在东南，由与福建交界处的洞宫山向北至雁荡山、括苍山。
省内以以江山——绍兴一线的深断裂带为界，地质上分为浙西北地层区和浙东南地层区两大地层区域，前者为江南地层区暨扬子陆块东南缘，主要以古生代地层发育为特征，地层自西南向东北向分布；后者为华南地层区暨华夏地块东北缘，地层主要以高度发育的中生代火山岩及少量元古宙变质岩为主，火山岩区域面积占到全省面积70%以上。已发现矿产113种，已查明资源储量69种， 叶蜡石、明矾石探明的资源储量居全国之首，东海大陆架蕴藏着石油、天然气资源。
依据地貌成因和地表形态，全省可以划分为为浙北平原区、浙西中山丘陵区、浙东低山丘陵区、浙中丘陵盆地区、浙南中山地区、东南丘陵平原及岛屿区共六个地貌区。浙北平原为钱塘江下游及杭州湾两岸平原，地势低平，海拔一般在5-10米，土地肥沃，水网密布，人口稠密，经济发达；北岸为杭嘉湖平原，是为省内最大平原暨长江三角洲一部分；南岸为宁绍平原，是为省内第二大平原。浙西丘陵位于杭嘉湖平原以西、浦阳江以北，地形以丘陵为主，海拔一般在500米左右，因喀斯特地貌发育多溶洞，受钱塘江、苕溪下切影响多峡谷深沟，钱塘江谷地是主要农业区。浙东丘陵在宁绍平原以南、括苍山以北，处于省内两大地质区域的过渡地带，地势起伏较小、山间多盆地。浙中丘陵盆地位于衢江两岸，河谷地势平坦，其中金衢盆地为省内最大盆地。浙南山地位于浙江南部，是全省海拔最高的区域，海拔500米以下丘陵和海拔500米以上山地各占一半，也是钱塘江、瓯江在内的诸多省内主要河流发源地之一。沿海丘陵平原及岛屿区位于浙江省东部舟山群岛以南浙闽边界以北的沿海地带，区域内丘陵及岛屿均为四明山、天台山、雁荡山等山脉余脉，平原为浅海及河流沉积而成、河网密布，主要有温瑞平原、温黄平原等。

### 水文条件

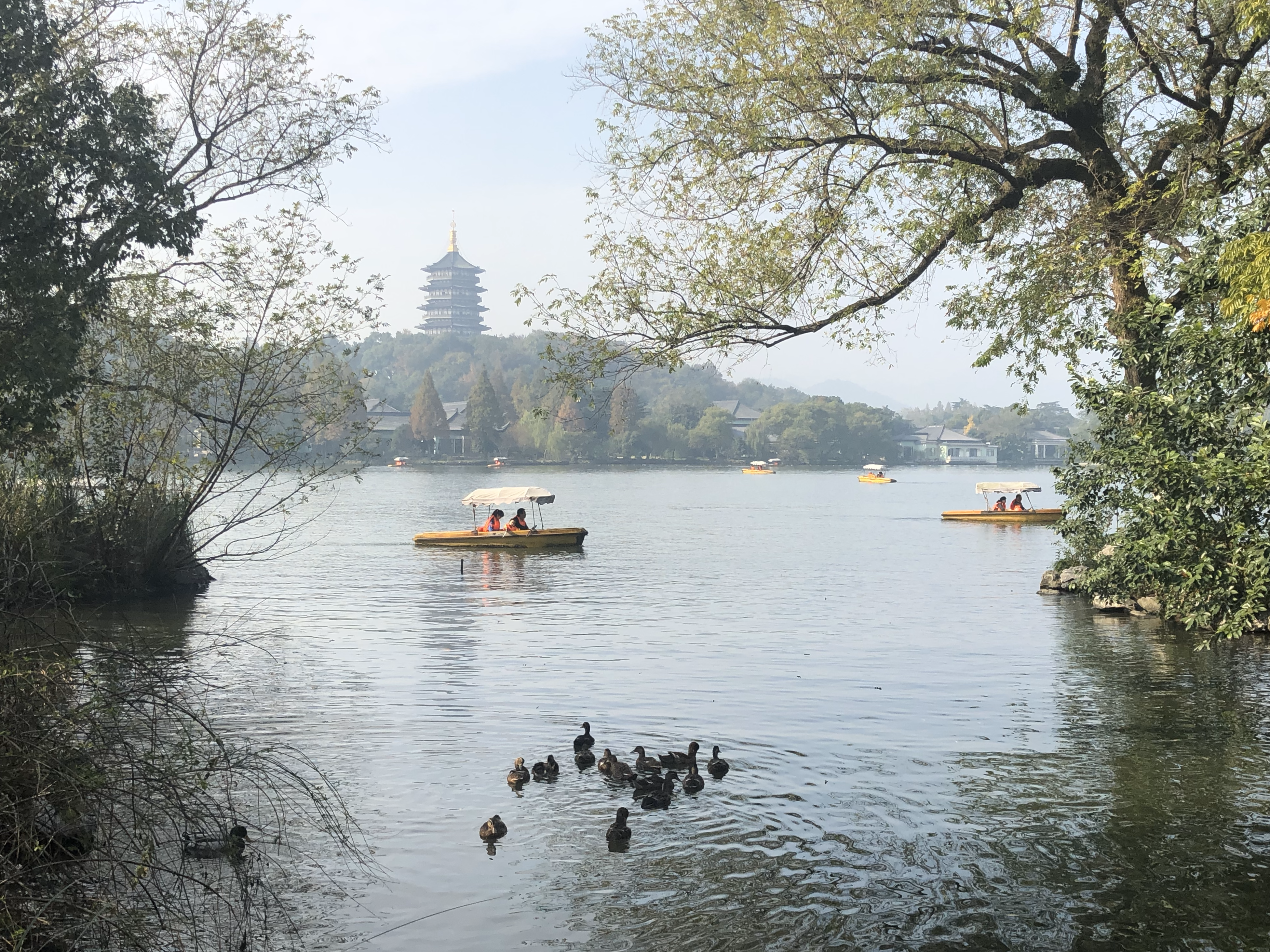
杭州西湖景色

浙江濒临东海，季风气候湿润多雨，全省多年平均水资源总量为937亿立方米，按单位面积计算居全国第4位，但由于人口密度高，人均水资源拥有量仅2008立方米，低于全国人均水平，亩均3862立方米，高于全国平均值，但区域资源分布悬殊，人口集中的浙北平原区、沿海平原及岛屿区均低于全省平均值，最少的舟山等海岛人均水资源占有量仅为600立方米。
省内河流众多，其中集水面积在1500平方公里以上且独立入海（湖）者有钱塘江、瓯江、椒江、曹娥江、甬江、苕溪、飞云江、鳌江八条，其中苕溪属于长江水系，钱塘江发源于安徽省，其余六条河流皆发源省内注入东海；小大河川一般源短流急，水量丰富、汛枯水量差异大、含沙量低、河口感潮，加之背山靠海的地理环境，易形成暴雨导致河流水位暴涨暴跌，感潮河段易出现风暴潮，梅雨期及台风季尤甚。
6000多年前，浙江沿海平原遭遇大规模海侵化为浅海，随着海面下降、岸线推移，省内平原地带演化出稠密的天然湖泊群，但在人类活动作用中大多数逐渐化为河道和圩田，至今杭嘉湖平原平均海拔都低于杭州湾潮水位。省内现有面积在一平方公里以上湖泊32个，杭嘉湖平原19个，宁绍平原12个，浦阳江湖畈1个。最大的太湖是浙江省和江苏省的界湖，湖州市吴兴区和长兴县位于太湖南岸，水域行政所有权归属于北岸的江苏省，但是湖州市享有南太湖300平方公里水域的使用权；除太湖外，境内有西湖、东钱湖等容积100万立方米以上湖泊30余个，其中面积最大的天然湖泊是宁波的东钱湖，水面面积19.89平方公里。

### 气候特征
| 城市 | 一月 | 二月 | 三月 | 四月 | 五月 | 六月 | 七月 | 八月 | 九月 | 十月 | 十一月 | 十二月 | 全年 |
| ---- | ---- | ---- | ---- | ---- | ---- | ---- | ---- | ---- | ---- | ---- | ------ | ------ | ---- |
| 杭州 | 4.3  | 5.6  | 9.5  | 15.8 | 20.7 | 24.3 | 28.4 | 27.9 | 23.4 | 18.3 | 12.4   | 6.8    | 16.5 |
| 宁波 | 4.9  | 6.0  | 9.5  | 15.2 | 20.2 | 24.0 | 28.1 | 27.8 | 23.7 | 18.7 | 13.0   | 7.2    | 16.5 |
| 湖州 | 3.5  | 5.0  | 9.0  | 15.3 | 20.4 | 24.2 | 28.1 | 27.7 | 23.0 | 17.7 | 11.6   | 5.8    | 15.9 |
| 嘉兴 | 3.8  | 5.1  | 8.9  | 14.9 | 20.1 | 24.0 | 28.0 | 27.6 | 23.1 | 17.8 | 11.9   | 6.1    | 15.9 |
| 绍兴 | 4.3  | 5.7  | 9.6  | 15.9 | 21.0 | 24.6 | 28.6 | 28.0 | 23.2 | 18.0 | 12.3   | 6.5    | 16.5 |
| 舟山 | 5.8  | 6.2  | 9.3  | 14.3 | 18.9 | 22.9 | 26.9 | 27.1 | 23.8 | 19.3 | 14.1   | 8.5    | 16.4 |
| 金华 | 5.2  | 6.8  | 10.7 | 17.1 | 21.8 | 25.1 | 29.0 | 28.6 | 24.1 | 18.9 | 13.2   | 7.4    | 17.3 |
| 衢州 | 5.4  | 6.9  | 10.8 | 17.0 | 21.8 | 25.1 | 28.7 | 28.4 | 24.1 | 18.9 | 13.1   | 7.5    | 17.3 |
| 台州 | 6.4  | 7.2  | 10.3 | 15.4 | 20.2 | 24.0 | 27.6 | 27.4 | 23.9 | 19.2 | 14.2   | 8.8    | 17.1 |
| 丽水 | 6.5  | 8.2  | 12.1 | 17.9 | 22.3 | 25.7 | 29.0 | 28.5 | 24.6 | 19.6 | 14.0   | 8.4    | 18.1 |
| 温州 | 8.0  | 8.5  | 11.4 | 16.3 | 20.8 | 24.6 | 28.0 | 28.0 | 24.9 | 20.4 | 15.5   | 10.4   | 18.1 |

浙江省处于欧亚大陆与西北太平洋的过渡地带，属典型的亚热带季风气候，主要特点为：光照较丰，热量适中；雨量充沛，空气湿润；雨热同季，四季分明；气候地域差异明显，气候类型多样。夏季受蒙古高压控制南风、东南风盛行，沿岸海域常有平流雾；冬季太平洋副高压控制北风、东北风盛行，沿海受到黑潮暖流和沿岸寒流影响；四季雨量自南向北递减:110，同时由于全球变暖等因素影响，近数十年来年均气温、雨量均有上升趋势。
春季（3～5月）多雨，气候多变；夏季（6～9月）漫长，并且炎热潮湿；秋季（10～11月）温暖干燥；冬季（12～2月）短暂但寒冷（除南部温州地区冬季较暖和）。年平均气温15～18℃。1月（最冷月）平均气温在2～8°C，极端最低气温-20.6℃（1958年1月16日，仙人顶）。7月（最热月）平均气温为27～30°C，极端最高气温44.1℃（2013年8月11日，新昌）。
受东亚季风影响，风向和降水在夏季和冬季有显著变化。年降水量为980～2000毫米，年平均日照时数1710～2100小时。初夏降水丰沛，俗称梅雨季节，而夏末经常受到太平洋热带风暴的袭击，是中国受台风灾害影响最严重地区之一。夏季盛行东南风，东部括苍山、雁荡山、四明山等山区降水量较多，海岛和中部地区降水相对较少，温度则以中部金衢盆地最高，四周较低。冬季季风方向为西北风，气温由北往南提升。

### 海洋资源

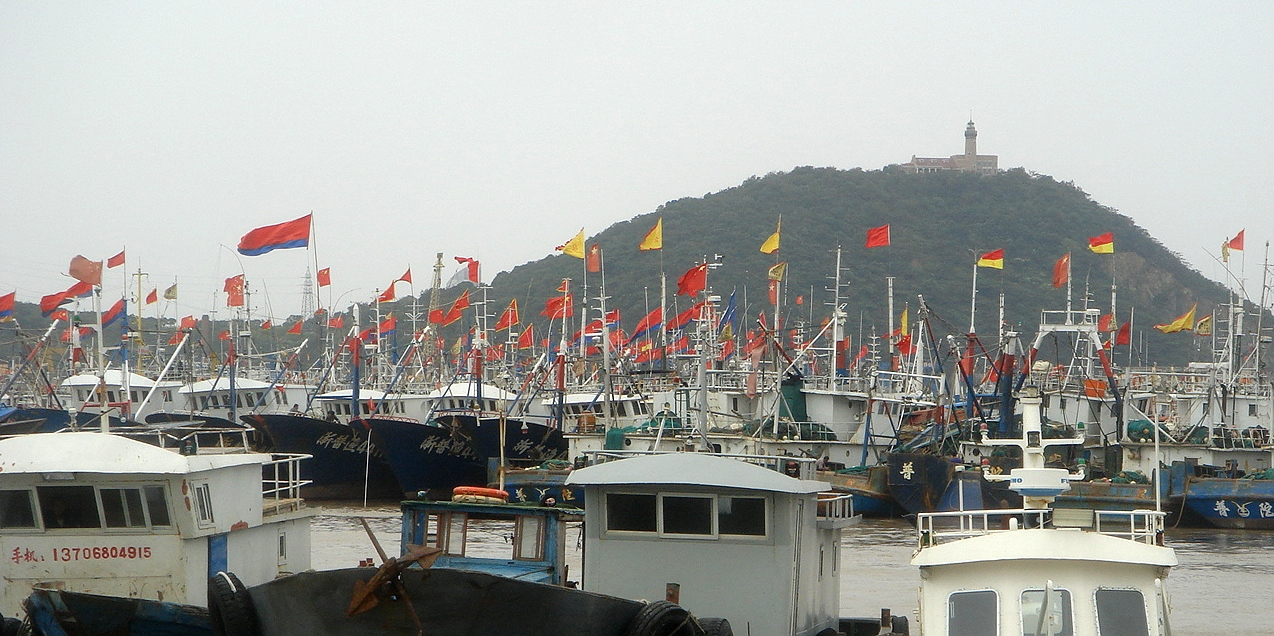
舟山沈家门十里渔港

浙江省是“陆域小省，海洋大省”，内水面积3.09万平方公里，领海面积1.15万平方公里，包括毗连区、中国主张的专属经济区和大陆架在内，海域总面积超过26万平方公里，是陆域面积2.6倍，全省大陆海岸线全长2253.7公里，海岛岸线4496千米，海岛岸线主要分布在舟山市，而宁波市及其下辖象山县为大陆岸线最长的市和县；10米以上深水岸线有100多处，总长约480公里，而可建万吨以上泊位的岸线达253公里，约占全国的1/3以上，可建10万吨级以上泊位的岸线资源为105.8公里，各处的深水岸线均有深水航道与外海相连，并有相应的锚地。省内海岸线开发强度较大，已利用海岸线达2409公里，占全部岸线的近四成，其中大陆部分已开发比例更是高达65.9%；而大陆岸线以由堤坝构成的人工岸线为主，相对地海岛岸线则是以自然岸线为主。另设有生态红线，分类限制进岸线开发，2176公里的海岸线为严格保护对象，限制填海的岸线达2812公里。
浙江岛屿星罗棋布，沿海共有2161个岛屿，面积大于500平方米的海岛有2827个，大于10平方公里的海岛有26个，是全国岛屿最多的省份，其中面积502.65平方公里的舟山岛为浙江省内第一大岛屿、中华人民共和国实际控制区域内面积第三大岛，最北的岛屿是舟山群岛的花鸟山，名义上最南为七星岛。浙江填海历史和修筑海塘历史相辅相成，最早可以追溯到汉代，著名工程有洋山港，2019年全省为保护海洋资源禁止新填海审批。
渔业资源丰富，渔港密布。沿岸海域存在南向上升寒流，形成一条近岸浊水带，上升流作用下近海鱼类丰富，上升流的成因目前认为和横向风向、外海台湾暖流、以及东海地形有关。近岸长江径流量巨大在加上省内诸河流注入，带来丰富营养物质，沿岸低盐水和外海高盐水等多种水系交汇，利于海洋生物繁衍，形成众多优良渔场，其中以舟山渔场最为知名，主要水产有带鱼、大黄鱼、马面鲀、鲐等；沿海岛屿、滩涂较多，有利于海水养殖，主要水产有紫菜、海带、缢蛏、梭子蟹、对虾、鲻鱼等 。

### 生态多样性

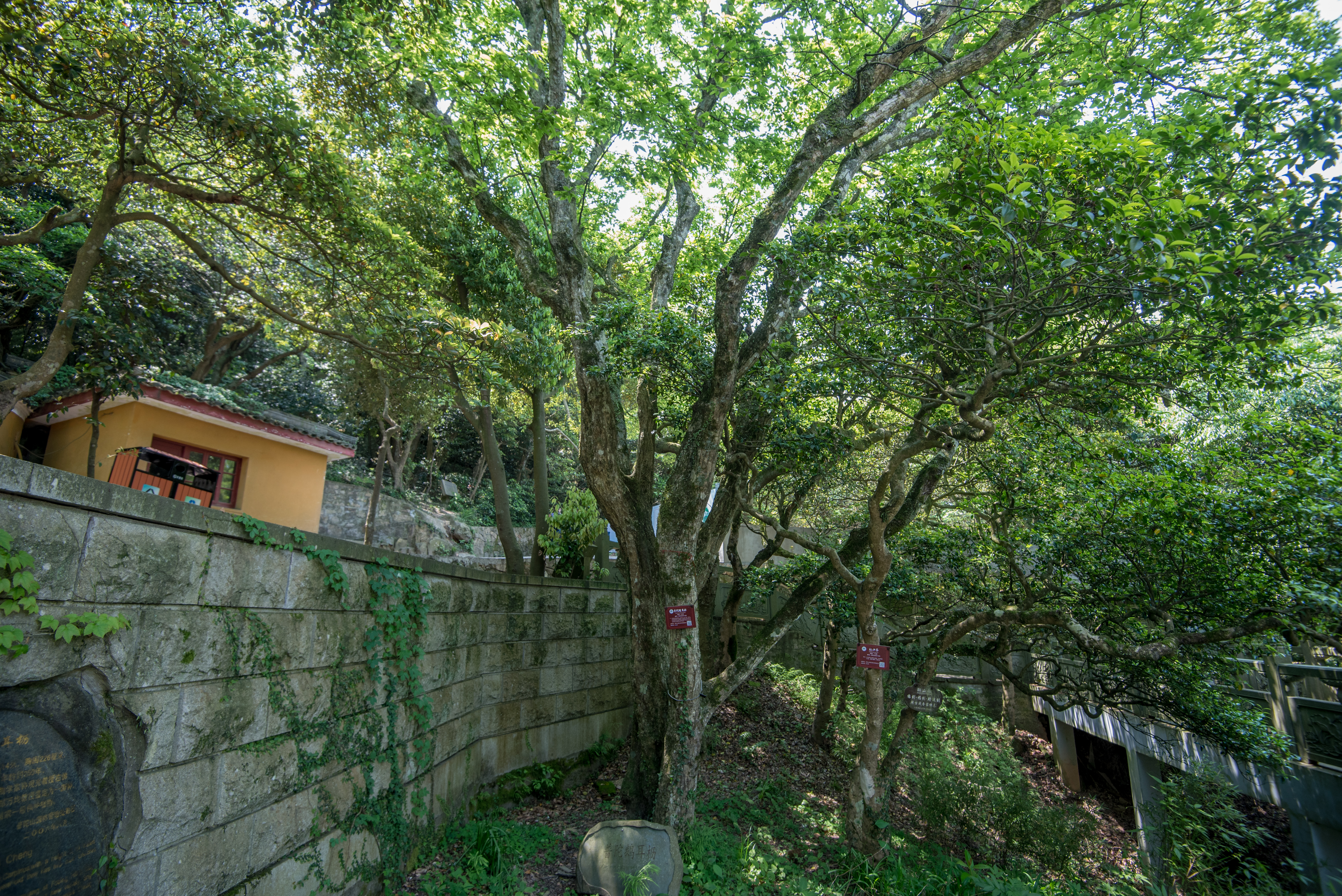
普陀山慧济寺旁的普陀鹅耳枥母株

浙江省生态系统类型主要包括森林、湿地、海洋、农田、城市、 草原等生态系统。浙江省森林资源丰富，主要处于亚热带常绿阔叶林区域-东部 （湿润）常绿阔叶林区域-中亚热带常绿阔叶地带，森林覆盖率达61.17%，林地面积计660.95万公顷，60%以上为天然林。湿地面积111.01万公顷同样种类多样，主要集中在沿海地带和平原地区，其中庵东湿地、灵昆湿地、千岛湖湿地都是国家重要湿地，西溪湿地是国际重要湿地。浙江省海洋、海岸、岛屿生态系统丰富，但由于近岸的过度开发，部分地区生态被破坏。
植物有维管束植物共4829种，其中木本植物1400余种，国家一级重点保护野生植物12种、二级重点保护44种，省级重点保护野生植物139种，孑遗植物及特有、珍稀属种较多，如如百山祖冷杉、普陀鹅耳枥、天目铁木等，百年以上古树及名木共21.84万株，其中500年以上国家一级保护古树6149株。共有野生脊椎动物775种，其中国家一级重点保护野生动物16种、二级重点保护79种。近岸浮游生物共530种，潮间带生物649种；海域鱼类386种，其中国家保护物种5种，中国特有种5种。国家级自然保护区7处、省级自然保护区9处、自然保护小区353处，国家森林公园39家、省级森林公园80家，国家级湿地公园10处、省级湿地公园17处。

### 旅游资源
浙江旅游资源非常丰富，素有“鱼米之乡、丝茶之府、文物之邦、旅游胜地”之称。全省有重要地貌景观800多处、水域景观200多处、生物景观100多处。人文景观100多处，自然风光与人文景观交相辉映，特色明显，知名度高。浙江省共有17处国家重点风景名胜区，数量之多位居全国第一。其中杭州西湖是中国十大旅游风景区之一，雁荡山于2005年2月11日列为世界地质公园。截至2018年4月，浙江省中国家5A级旅游景区16处、国家级风景名胜区19处，省级风景名胜区40处，国家级自然保护区10处，国家森林公园39处，国家级湿地公园10处，国家级城市湿地公园5处，国家园林城市30个，国家级旅游度假区4处，省级旅游度假区39处。

### 环境问题
浙江水环境、大气环境、近岸海域、声环境均存在不同程度污染，其中大气和海域污染尤为严重，水环境、声环境污染较轻；秦山核电站处于浙江北部，作为中国最早的核电站之一，有一定核污染风险；同时台风、暴雨、雾霾等气候灾难也是环境防治对象之一。由于建国初期缺乏环境意识，“大跃进”“文革”期间省内环境遭到严重破坏，直至1972年衢江、兰江、富春江、姚江等地出现大规模死鱼现象，全省30％以上的自来水水源受到不同程度的污染，环境问题才引起中央和地方政府重视，省内也设立环境管理机构并通过了环境保护的一系列方针、政策、法律、法规，虽然生态破坏受到遏制但情况仍严峻，酸雨、臭氧污染严重至今，水土流失面积大达2. 57万平方公里，占全省土地总面积的1/ 4，杭嘉湖平原土壤受到重金属污染。
随着公民环保意识提高，突发性环境事件也有所增加。2013年，浙江多地环保局长被邀请下河游泳事件及台风内涝问题。根据统计，1994年主要河道中京杭运河杭州段和嘉兴段的污染最为严重，甬江超标河段比例高达76.3％，是浙江省污染最严重的河流。浙江省政府提出“五水共治”大力治水，经过数年治理后2018年国控Ⅲ类以上断面比例达92.2%，水质明显改善。近年来，因为环境问题引发的抗议事件时有发生，例如2011年浙江海宁抗议示威事件、2012年宁波镇海区反对PX项目事件等。
根据2018年浙江省生态环境状况公报，浙江成为长三角等重点区域首个环境空气质量达标省份，设区城市日空气质量优良天数比例平均为85.3%，水质达到或优于地表水环境质量Ⅲ类标准的省控断面占84.6%，但近岸海域水体总体呈中度富营养化状态，四类和劣四类海水占42.8%。

### 四至
| 方位 | 地点                         | 坐标                                            |
| ---- | ---------------------------- | ----------------------------------------------- |
| 北   | 湖州市长兴县煤山镇           | 31°10′57″N 119°45′38″E / 31.18257°N 119.76057°E |
| 东   | 舟山市嵊泗县嵊山镇海礁       | 30°44′01″N 123°09′27″E / 30.73370°N 123.15752°E |
| 南   | 温州市苍南县霞关镇七星岛横屿 | 27°02′43″N 120°49′42″E / 27.04539°N 120.82838°E |
| 西   | 衢州市开化县苏庄镇           | 29°10′16″N 118°01′21″E / 29.17100°N 118.02240°E |

## 人文地理

### 人口
浙江省人口在1979年改革开放前保持快速增长，在改革开放后由于计划生育加强实施增长明显放缓，呈现出低出生率、低死亡率、低自然增长率的特点。适龄妇女总和生育率由1970年的4.42逐步下降到1981年低于世代更替水平的1.96，2000年达到1.04，理论上自80年代起浙江省人口自然增长应为负，但由于先前人口增长惯性，仍保持一定自然增长量。
2020年11月1日第七次全国人口普查的统计数据显示，浙江省常住人口约6456.76万人，较2010年第六次人口普查增长18.63%，年均增长1.72%；总人口男女性别比例为109.04，男性人口多于女性人口；0-14岁人口占13.45%，15-59岁劳动人口占67.86%，60岁及以上人口占18.70%，65岁及以上人口占13.27%；接受过大专及以上教育人口1097.03万人，接受过高中教育人口为939.76万人，接受过初中教育人口2111.73万人，仅接受过小学教育的人口1703.57万人，文盲率2.72%；城镇居住人口占72.17%，乡村居住人口占27.83%。
杭州、宁波、温州一直以来都是浙江省内人口、经济中心，部分媒体称作浙江省“三大中心城市”。杭州市区、绍兴市区、宁波市区、温岭市、乐清市、温州市区是浙江省内人口密度最高的地区，沿杭州湾环线高速和甬台温高速形成了环杭州湾和浙东南两大人口中心，人口密度以两地为中心辐射；两大区域外的浙江中西部受到辐射较小，相对人口密度较低，但浙中的义乌市人口密度明显高于周边地区。2019年，浙江省提出打造杭州、宁波、温州、金华-义乌四大都会区，预期大都市区核心区GDP总量全省占比78%以上，常住人口总量全省占比72%以上。省内流动人口基数庞大，登记在册流动人口总量达2673.8万人，仅次于广东省，流动人口主要集中在四大都会区，省内流动人口主要居住在三大中心城市，温州是省内流动人口最多城市。
| 浙江省最大城市排名 | 浙江省最大城市排名 | 浙江省最大城市排名 | 浙江省最大城市排名 | 浙江省最大城市排名 | 浙江省最大城市排名 | 浙江省最大城市排名 | 浙江省最大城市排名 | 浙江省最大城市排名 | 浙江省最大城市排名 |
|                    | 排名               |                    | 地级市             | 人口               | 排名               |                    | 地级市             | 人口               |                    |
| ------------------ | ------------------ | ------------------ | ------------------ | ------------------ | ------------------ | ------------------ | ------------------ | ------------------ | ------------------ |
| 杭州市 宁波市      | 1                  | 杭州市             | 杭州市             | 7,090,000          | 11                 | 湖州市             | 湖州市             | 483,100            | 温州市 台州市      |
| 杭州市 宁波市      | 2                  | 宁波市             | 宁波市             | 2,247,200          | 12                 | 慈溪市             | 宁波市             | 457,400            | 温州市 台州市      |
| 杭州市 宁波市      | 3                  | 温州市             | 温州市             | 1,599,000          | 13                 | 诸暨市             | 绍兴市             | 428,500            | 温州市 台州市      |
| 杭州市 宁波市      | 4                  | 台州市             | 台州市             | 1,160,100          | 14                 | 余姚市             | 宁波市             | 405,500            | 温州市 台州市      |
| 杭州市 宁波市      | 5                  | 绍兴市             | 绍兴市             | 1,095,500          | 15                 | 乐清市             | 温州市             | 365,000            | 温州市 台州市      |
| 杭州市 宁波市      | 6                  | 瑞安市             | 温州市             | 751,300            | 16                 | 东阳市             | 金华市             | 329,000            | 温州市 台州市      |
| 杭州市 宁波市      | 7                  | 金华市             | 金华市             | 601,900            | 17                 | 临海市             | 台州市             | 305,000            | 温州市 台州市      |
| 杭州市 宁波市      | 8                  | 义乌市             | 金华市             | 551,500            | 18                 | 衢州市             | 衢州市             | 303,400            | 温州市 台州市      |
| 杭州市 宁波市      | 9                  | 嘉兴市             | 嘉兴市             | 549,700            | 19                 | 温岭市             | 台州市             | 275,300            | 温州市 台州市      |
| 杭州市 宁波市      | 10                 | 舟山市             | 舟山市             | 495,600            | 20                 | 桐乡市             | 嘉兴市             | 270,500            | 温州市 台州市      |

### 民族
第七次人口普查显示，浙江省汉族人口约6234.99万人，占常住人口的96.57%，少数民族常住人口约221.77万人，占常住人口3.43%，汉族占浙江人口绝对多数。汉族以吴越民系为主。汉人进入浙江早在先秦就有范蠡为代表的汉族士人，越王句践对“四方之士来者，必庙礼之”，大力招揽中原人才。秦代“徙天下有適吏民置海南故大越处，以备东海外越”，大规模强制汉人迁徙入浙，此后经过衣冠南渡等多次大规模迁徙及征抚，土著民族百越逐渐与汉人融合，汉族最终成为了浙江的主体民族。

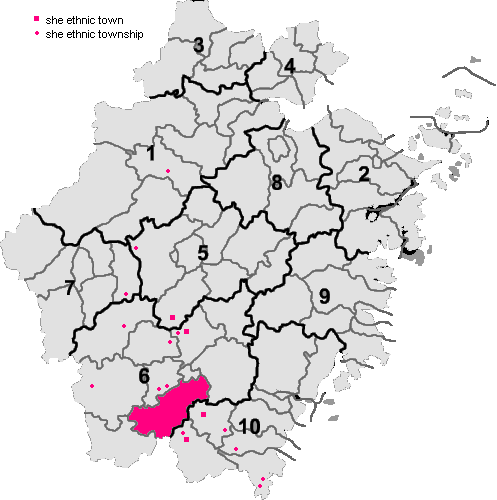
浙江省各畲族民族区域自治地方及民族镇、民族乡分布圖

省内具有中国全部55个官方认定的少数民族，常住人口在10,000人以上的有苗族、土家族、畲族、布依族、侗族、壮族、彝族、回族、仡佬族、水族、白族、满族、瑶族等13个民族，苗族人口最多，数量达30万。世居少数民族主要为畲族、回族和满族，户籍人口约25万多人，其他少数民族多是由于教育、经济、婚姻等原因迁入省内的第一代移民，属于外来少数民族人口。
畲族是浙江最主要的世居少数民族，最早从唐代永泰二年（766年）开始自福建、广东、江西等地陆续迁入浙江，目前集中在丽水和温州，常住人口为16.6万人，户籍人口为19.7万。省内的景宁畲族自治县也是华东地区唯一的少数民族自治地方暨全国畲族唯一的自治地方；省内还有18个畲族乡（镇），少数民族人口占30％以上行政村有437个，其中8个为回族村。温州回族则主要为明清自福建迁入，回族目前主要分布在城市和温州苍南、瑞安、平阳、洞头农村。满族以及蒙古族是因清代八旗驻防迁入，主要居住于城镇。
全省少数民族以流动人口为主，占少数民族常住人口79.1%，主要来自中国西南，集中在城市。依照2013年统计，少数民族流动人口209.5万，温州和宁波市分别达到44万和41万，金华和台州市26万，杭州市21万，绍兴市19.5万，嘉兴14.7万，湖州市8.6万，丽水市4.8万，舟山市2万，衢州市0.8万，增长较快。

### 语言

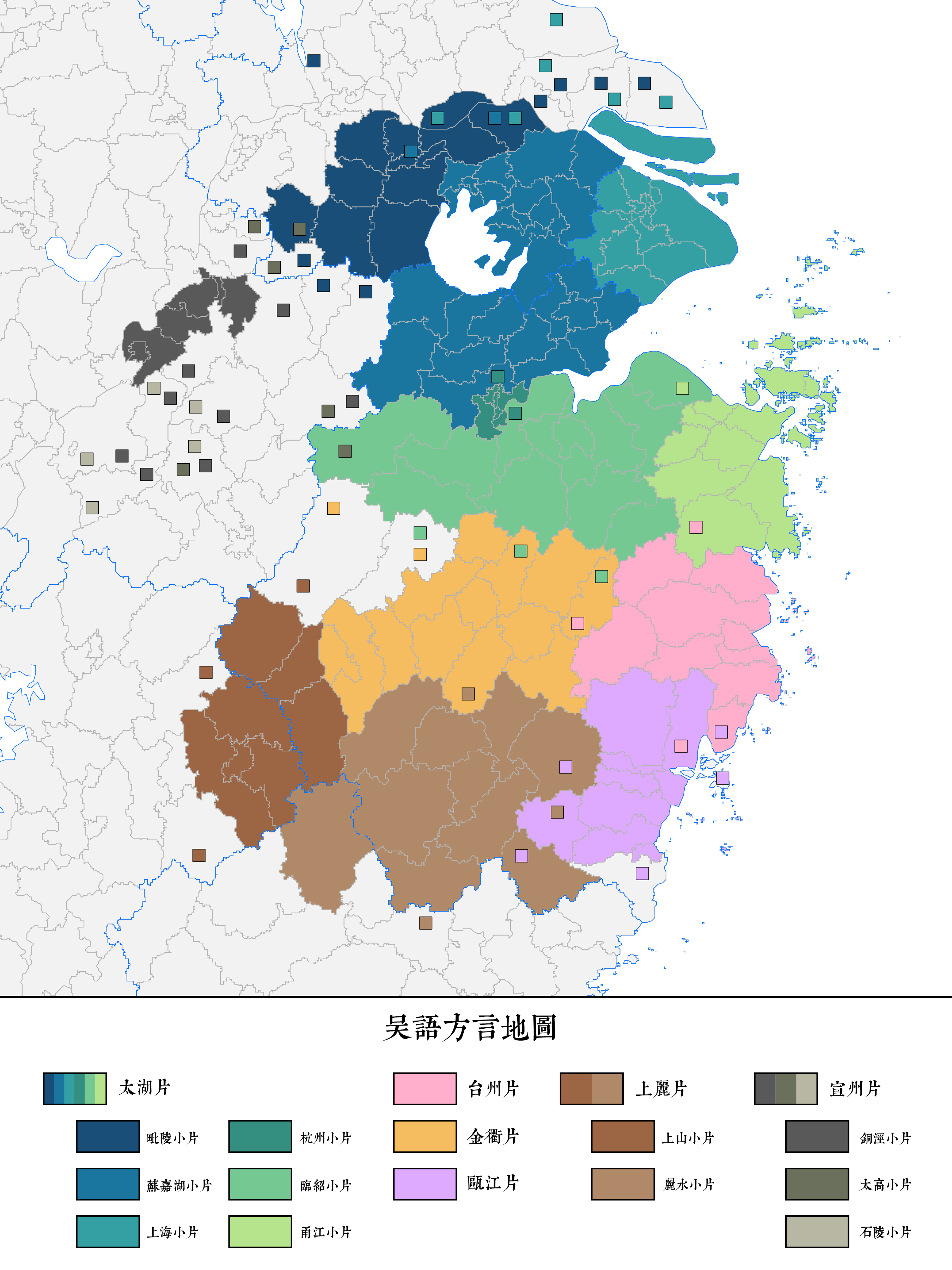
吴语区地图

省内各地区、各少数民族皆通行汉语族语言；其中汉族主要属于江浙民系，通行吴语各方言，吴语人口占浙江总人口95%以上
，浙北平原地区通行吴语太湖片；西北部边界一带等地为官话区，但吴语方言仍占当地多数；淳安、建德大部地区属于徽语区；南部苍南等地通行闽语，主要讲闽东话和闽南话。
浙江省是吴语分布面积最大、使用人口最多的省份，占吴语区面积的80%以上，省内使用吴语人口约有4181万人。浙北平原的杭州市、嘉兴市、湖州市、宁波市、绍兴市及群岛市舟山绝大多数地区都通行吴语太湖片，学术上通常分为苏沪嘉小片、湖州小片、杭州小片、临绍小片、甬江小片，各小片大致可以互通。此外，浙江省南部台州市大部通行吴语台州片，温州市大部通行瓯江片，金华市等地通行婺州片，丽水市及衢州市大部通行处衢片。徽语分化于吴语，受到官话和赣语影响，内部差异极大，建德市、淳安县皆通行徽语。
闽语区是省内第二大方言区，闽语人口160万。闽南话通行于浙江省南部苍南县大部及临近的文成县，省内海岛例如洞头区也有分布，大多是明清自闽南迁徙而来，人口达到110万。蛮话和蛮讲的使用人口有50万，一般被认为是闽东话，但由于蛮话和吴语接触较多、比较相似，也有人认为属于吴语，主要来自于唐宋时期闽东移民。官话区位于浙江省西北部长兴县、安吉县、临安区省界附近，内部方言不统一，使用湖北话、河南话、安庆话等官话方言，区域内吴语人口和官话人口相当，官话人口主要是来源于太平天国之后省外人口填补战后人口空虚所产生的移民。
少数民族中满族、蒙古族与汉族一致，回族在使用汉族方言同时保留部分波斯语和阿拉伯语词汇；畲族通行汉语方言及与客家话类似的畲话，省内畲话可以细分为苍南片、景宁片、丽水片、龙游片和桐庐片，使用汉字记述本族语言。

### 宗教
佛教是在东汉末年由安息人安世高等人迁播，吴越两宋时期浙江曾是全国佛教的中心，对外交往频繁，佛教遗存众多，现有各类寺庙数百所，全国重点开放寺院13处，流派以本土的浙江禅宗和天台宗为主；依据1995年统计，有居士5.3万余，僧众8000多人；根据2006年统计，每百万人平均佛教寺院数在全国高居第二，仅次于福建。道教在历史上由晋始兴，自明清渐微，现存场所仅数十处。
浙江省民族宗教事务委员会是佛教、道教、伊斯兰教、天主教、基督教（通常指新教）等传统五大宗教以及东正教、民间信仰等信仰的主管机构。中華人民共和國憲法規定尊重和保護宗教信仰自由，同时执政党中国共产党也倡导无神论，1966年-1976年中文化大革命中浙江省内各宗教都遭到过破坏，自1979年以来宗教环境改善，宗教发展较为迅速。2015年开始，浙江省政府开始以规范管理民间信仰，省内畲族拥有着祖先崇拜、师爷崇拜等独特信仰。佛教、道教在浙江有1800多年的历史，伊斯兰教自唐代进入浙江已有1400年历史，天主教有400多年历史，新教则有150余年历史，统计有各教信徒140余万，教职人员1.5万余，宗教场所八千多余处，官方宗教团体260多个，培训中心32处，省内宗教院校有浙江神学院和普陀山神学院等。知名宗教场所有汉传佛教四大名山之一的普陀山、天台宗祖庭国清寺、日本曹洞宗祖庭天童寺、以及清真古寺凤凰寺等。
浙江基督宗教、中国传统宗教与其它信仰对比
伊斯兰教最早的宗教场所是始建于唐代的杭州凤凰寺，信徒主要为回族。据2010年第六次全国人口普查数据，省内回族人口为38,192人，全省信仰伊斯兰教的穆斯林群众达到48,769人。改革开放以来，中国西部乃至海外的穆斯林因为经济进入浙江，现有常住穆斯林人口4.9万，暂住半年以上的国内穆斯林人数7.7万，国外穆斯林人数2.5万；国内穆斯林主要分布在杭州、嘉兴、宁波等地，从事拉面、贸易等工作；国外则集中在义乌、柯桥等地，从事外贸工作。
浙江基督宗教至迟到元代，杭州即有景教寺院；1949年后，不论天主教、新教都必须参加官方组织的三自爱国教会。1979年后各教信徒都有所增长，1999年全省信徒数量占人口的2.8%，是同一时期全国比例最高的省区，信徒主要集中在温州地区，2014年统计有教徒106.3万人。2013年以来，浙江省进行“三拆一改”整治违章建筑，部分教堂十字架被拆除引起争议，美国国会指责这一行为针对基督教，而据统计拆除建筑中有2.3%是教堂，绝大多数属于民间庙宇:36。天主教自元代传入浙江温州，杭州府是明朝「天主教三柱石」中李之藻、楊廷筠的故鄉，也是当时天主教耶稣会的传教中心；1949年后天主教与教廷失去联系，部分人选择加入地下教会而不是参加政府组织的三自爱国教会，自1978年以来教会工作逐渐步入正轨，迎来新一轮传教高潮，1995年浙江省全省统计有天主教徒13万人，温州地区1990年统计有天主教徒共计75,867人，2014年统计有16.3万信徒。新教在鸦片战争后获得了在宁波通商口岸传教的权利，在1949年以前主要有來自美國、英國等的16個差會、25个教派，例如中国内地会、中华圣公会等；1949年所有新教教派强制合一后，许多人转到家庭教会，1979年后教徒人口快速增长，1990年仅温州就有登记信徒38万余及大量未受洗信徒，1995年官方统计人数全省有119万余信徒，2014年统计有90万信徒。
除去官方承认的宗教，浙江较好保存传统民间信仰，民俗信仰的历史最早可以追溯到先秦越人“重神信巫”，浙江绍兴自先秦以来一直是大禹信仰、祭祀的中心，各种民间信仰许多以民俗的形式展现，佛教、道教对民间信仰影响很大。省内既有城隍、土地、玉皇大帝、观音、天地水三官、关公、龙王等全国性信仰，亦有媽祖、白鹤大帝、岳王、济公、钱王、潮神、胡公大帝、黄大仙、杨府爷、陈靖姑等地区性质的民间信仰，在苍南江南垟等地区祖先崇拜也是重要的民间信仰。嘉兴网船会、丽水吴三公朝圣、苍南妈祖文化节等与民间信仰有关的民俗活动都被视为优秀传统文化。
| - 杭州西湖城隍廟 - 溫州包公廟 - 杭州岳飛廟 - 舟山普陀山普濟禪寺 - 杭州靈隱寺 - 寧波小普陀寺 - 溫州鳌江天主教天门堂 - 杭州聖母無原罪主教座堂 - 杭州清真寺-鳳凰寺 |

## 教育科研
2010年浙江人口受教育程度
自1989年普及小学教育、1997年基本普及9年义务教育、2006年全省学前班到高中十五年教育普及率达95.1%，拥有杭州高级中学、镇海中学等知名高中，高中段教育共有学校924所；共有普通高等学校109所，其中大学18所、学院20所、独立学院21所、高等专科学校2所、高等职业学校48所。省内提倡素质教育，社会资本积极参与教育，民办教育发展迅速，2018年中国大陆自1949年以来首所私立研究型大学西湖大学在浙江杭州成立，浙江也是普通高等院校招生考试改革先行试点之一。
2019年浙江教育事业发展统计公报显示，省内义务教育入学率达到99.99%，学前三年到高中段的15年教育普及率为99.14%，高等教育毛入学率为61.3%，义务教育中小学随迁子女在校生153.5万人。根据2010年全国人口普查数据，全省常住人口中，具有大专以上程度的人口为507.78万人；具有高中程度的人口为738.12万人；具有初中程度的人口为1996.41万人；具有小学程度的人口为1568.54万人。全省常住人口中，文盲人口（15岁及以上不识字的人）为306.10万人。
浙江省约在1995年开始对义务教育阶段学生免收学费。2006年秋季开始，又免除杂费，25个经济欠发达县城乡义务教育免收学杂费的经费由省财政全额转移支付。2008年春季开始，浙江省人性化地免除符合入学条件的持非浙江省户籍人口的子女的义务教育借读费，非浙江省户籍学生在浙江读书和本地学生完全一样。在此基础上，浙江省还是较早推行高中免费教育（宁波市鄞州区试点）的省份之一，外来务工人员子女、残障儿童以及城乡贫困人口都能在浙江接受义务教育。
1999年，省委省政府作出大力发展高等教育的重大决策，全力支持浙江大学发展建设985高校，在省内杭州下沙、滨江、小和山、浙大紫金港和宁波、温州部署36所高等院校建成六大高教园区，2010年高等院校在校总人数达到93.29万人，师资设施不断改善。截至2020年，浙江3岁及以上人口中初中和小学程度人口占比达60.59%；每十万人有大专及以上人口数指标居中國大陸第10位。2017年，高新技术产值达到了28992.62亿元，同比增长17.3%。2016年，浙江省全年R&D（研究与试验发展）投入占全国7.2%，位居全国第5位，资本转化率全国最高。2018年全社会R&D经费支出占生产总值的2.52%，全年专利申请量45.6万件，授权量28.5万件，每万人口发明专利拥有量达到23.6件列全国省区第二，是全国唯一一个设区市全部进入国家知识产权试点示范城市序列的省份，突出企业有新华三集团、海康威视、杭州网易等。

## 政治

### 政权构成
| 机构     | · 中国共产党 · 浙江省委员会 · 书记 | 浙江省人民代表大会 常务委员会 主任 | 浙江省 人民政府 省长 | · 中国人民政治协商会议 · 浙江省委员会 · 主席 |
| -------- | ---------------------------------- | ---------------------------------- | -------------------- | -------------------------------------------- |
| 姓名     | 王浩                               | 王浩                               | 刘捷                 | 廉毅敏                                       |
| 民族     | 汉族                               | 汉族                               | 汉族                 | 汉族                                         |
| 籍贯     | 山东单县                           | 山东单县                           | 江苏丹阳             | 山西平遥                                     |
| 出生日期 | 1963年10月（61歲）                 | 1963年10月（61歲）                 | 1970年1月（55歲）    | 1964年3月（61歲）                            |
| 就任日期 | 2024年10月                         | 2025年1月                          | 2024年12月           | 2024年1月                                    |

在人民代表大会制度下，浙江省人民代表大会为浙江省最高地方国家权力机关，与中国共产党浙江省委员会、浙江省人民政府、中国人民政治协商会议浙江省委员会并称省级“四大班子”，其负责人都是省部级正职干部。根据中华人民共和国宪法，浙江省人民代表大会是浙江省最高权力机关，中国共产党是唯一执政党。根据“党的领导”和“党管干部”原则，所有政府重要部门都存在平行的党政机构来进行重大事件的讨论、决策，党委书记权力一般大于同级行政首长，而同级人大一般被视为缺乏决策权力的机关，其后职权排位颇为复杂。
中国共产党浙江省委员会是中国共产党在浙江省的最高组织，其负责人称为书记。1956年7月至1983年3月期间，中共浙江省委的最高职务称第一书记。浙江省人民代表大会是浙江省地方权力机关。省第十一届人民代表大会有代表636名，其中妇女代表169名，少数民族代表19名。浙江省人民政府是浙江省最高地方行政机关，目前下设办公厅等24个组成部门，1个省政府直属特设机构，16个省政府直属机构，2个议事协调机构的常设办事机构。。
中共中央政治局原常委、全国人大常委会原委员长张德江，现任中共中央总书记、国家主席、中央军委主席习近平，中共中央书记处原书记、中央纪委原副书记赵洪祝等曾先后担任中共浙江省委书记。李强、蔡奇、黄坤明、陈敏尔、袁家军等人也曾在浙江省担任重要领导职务。

### 行政区划
浙江省现辖11个地级市，其中杭州、宁波两市拥有副省级市地位。下设90个县级行政区，包括37个市辖区、20个县级市、32个县、1个自治县；1364个乡级行政单位，包括618镇，244乡，14民族乡，488街道。
- 地级市：杭州市、宁波市、温州市、嘉兴市、湖州市、绍兴市、金华市、衢州市、舟山市、台州市、丽水市

| 浙江省行政区划图                                                             | 浙江省行政区划图 | 浙江省行政区划图 | 浙江省行政区划图  | 浙江省行政区划图        | 浙江省行政区划图 | 浙江省行政区划图 | 浙江省行政区划图 | 浙江省行政区划图 | 浙江省行政区划图 |
| ---------------------------------------------------------------------------- | ---------------- | ---------------- | ----------------- | ----------------------- | ---------------- | ---------------- | ---------------- | ---------------- | ---------------- |
| 杭州市 宁波市 温州市 嘉兴市 湖州市 绍兴市 金华市 衢州市 舟山市 台州市 丽水市 |                  |                  |                   |                         |                  |                  |                  |                  |                  |
| 区划代码                                                                     | 区划名称         | 汉语拼音         | 面积 （平方公里） | 常住人口 （2023年普查） | 政府驻地         | 县级行政区划     | 县级行政区划     | 县级行政区划     | 县级行政区划     |
| 区划代码                                                                     | 区划名称         | 汉语拼音         | 面积 （平方公里） | 常住人口 （2023年普查） | 政府驻地         | 市辖区           | 县级市           | 县               | 自治县           |
| 330000                                                                       | 浙江省           | Zhèjiāng Shěng   | 105,505.77        | 64567588                | 杭州市           | 37               | 20               | 32               | 1                |
| — 副省级市 —                                                                 |                  |                  |                   |                         |                  |                  |                  |                  |                  |
| 330100                                                                       | 杭州市           | Hángzhōu Shì     | 16,850.03         | 11936010                | 上城区           | 10               | 1                | 2                |                  |
| 330200                                                                       | 宁波市           | Níngbō Shì       | 9,714.65          | 9404283                 | 鄞州区           | 6                | 2                | 2                |                  |
| — 地级市 —                                                                   |                  |                  |                   |                         |                  |                  |                  |                  |                  |
| 330300                                                                       | 温州市           | Wēnzhōu Shì      | 12,064.77         | 9572903                 | 鹿城区           | 4                | 3                | 5                |                  |
| 330400                                                                       | 嘉兴市           | Jiāxīng Shì      | 4,222.87          | 5400868                 | 南湖区           | 2                | 3                | 2                |                  |
| 330500                                                                       | 湖州市           | Húzhōu Shì       | 5,820.26          | 3367579                 | 吴兴区           | 2                |                  | 3                |                  |
| 330600                                                                       | 绍兴市           | Shàoxīng Shì     | 8,279.08          | 5270977                 | 越城区           | 3                | 2                | 1                |                  |
| 330700                                                                       | 金华市           | Jīnhuá Shì       | 10,941.75         | 7050683                 | 婺城区           | 2                | 4                | 3                |                  |
| 330800                                                                       | 衢州市           | Qúzhōu Shì       | 8,844.55          | 2276184                 | 柯城区           | 2                | 1                | 3                |                  |
| 330900                                                                       | 舟山市           | Zhōushān Shì     | 1,454.70          | 1157817                 | 定海区           | 2                |                  | 2                |                  |
| 331000                                                                       | 台州市           | Tāizhōu Shì      | 10,037.91         | 6622888                 | 椒江区           | 3                | 3                | 3                |                  |
| 331100                                                                       | 丽水市           | Líshuǐ Shì       | 17,275.20         | 2507396                 | 莲都区           | 1                | 1                | 6                | 1                |

### 地方权力
浙江省呈现出地方分权特点，通过“强县扩权”“强镇扩权”等改革省、市乃至县不断下放权力给下级行政单位以促进经济发展，县和乡镇政府更加自主、活跃。县及县级市财政权直接由省政府直接管理而不经由地级市，部分县、镇经济可以比肩地级市的经济规模但发展受到行政级别的限制，由此省内多次扩大县、镇权力，部分县权力堪比地级市，客观上弱化地级市权力，部分县存在“县强于市”“县不服市”的现象，部分镇也存在“镇强于县”的现象，因此部分政府间存在行政利益博弈现象。在分权的同时，地方政府也在精简权力，浙江由此成为中国行政效率最高的省份之一。自1999年起经过数次改革省级部门权力仅保留4236项，行政审批事项减少了50.6%，实行“权力清单制度”公示机构权责、提高行政效率。
浙江早在1953年就实行“省直管县”的行政管理体制，虽然行政上县辖于市，但县财政依旧由省直接管理，因此县级自主性更大。1992年起浙江省政府率先着手扩大部分经济强县的权力，随着浙江经济崛起，部分学者也将浙江省内县域经济的繁荣归功于“省直管县”，“省直管县”模式也被称为“浙江经验”，并被推广到其它省区。随着浙江历次扩大县权，义乌市成为唯一的“计划单列县”，被媒体称作“中国权力最大县”，具有几乎等同其上级金华市的权力。但对于浙江发展是否与“浙江经验”有关、以及“浙江经验”是否值得推广学术界仍存在极大争议，这一模式也客观上造成了浙江省“强县弱市”、资本外流等问题。
在强县扩权的基础上，浙江省也在为县以下的强镇扩权，省内各县级政府向辖境内36个“小城市”试点过半行政审批权力，其中苍南县的龙港镇也在2019年最终从苍南县独立为县级市，创下了全国第一个“镇改市”成功样本；2017年以来，浙江省为了做大中心城市，逐渐将部分县转化为由市全面管理的市辖区，杭州、宁波、温州、绍兴等地市纷纷加速撤县市设区，事实上逐渐倾向“市直管县”的集权。
1999年起，温岭市的部分乡镇街道政府开始举办民主恳谈会。“民主恳谈会”原为当地政府为推行农村基层的思想政治工作的一种手段，但随后逐渐演变成一种类似基层议会的形式并被推行至台州地级市全域。一些学者认为其是“威权主义政治体制下的中国的一次審議式民主尝试”。

### 对外交流

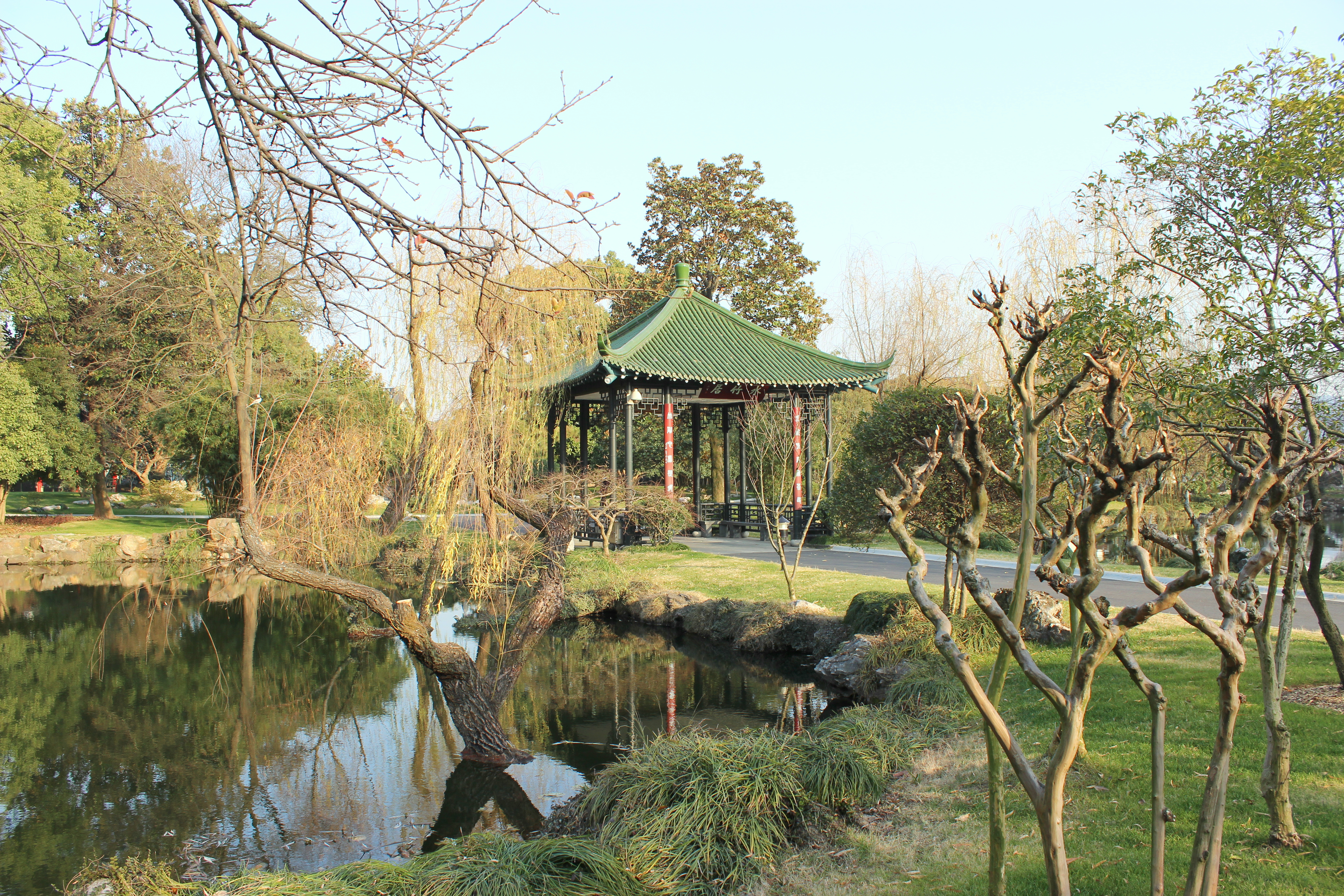
杭州西湖国宾馆

浙江省对外交流及侨务由浙江省人民政府外事侨务办公室主管，同时省外事办挂省政府港澳事务办公室牌子负责港澳事务，与省人民对外友好协会合署办公；浙江省人民政府台湾事务办公室负责涉台事务。1949年-1952年，中华人民共和国政府实行亲苏外交政策，浙江省因而实行了管制、征用美英两国企业，镇压天主教“圣母军”，清理教会财产及外国背景的学校、机构，并驱逐部分外国人出境等措施；50年代，浙江接待了来自外宾18200多名，主要来自社会主义国家和亚非拉国家，同时也与日本保持非正式外交往来；60、70年代，毛泽东在内的国家领导人经常陪同外宾来浙江参观访问，1972年尼克松秘密访华期间，毛泽东就曾和尼克松在杭州商谈，敲定了中美联合公报的最后文本；发生于1994年的千岛湖事件也是影响两岸关系的重要事件。
1979年以来，浙江成为了对外经济重地，官方和民间的对外交流都日益频繁。自1979年浙江杭州市与日本岐阜市缔结友好城市关系以来，截止到2015年浙江先后与82个国家的省、市建立392对友好城市关系，其中省级友城71对；同时，浙江省人民对外友好协会等民间组织还与世界上100多个友好组织建立友好合作关系，温州大学和肯恩大学等学校达成教育合作。广大浙商、浙侨在浙江对外交往中扮演重要角色，150万海外华侨和港澳同胞遍布世界129个国家和地区，省内有归侨侨眷100多万，形成各色官民社团，义利并举促进浙江、中国对外交往，例如2012年8月北京温州商会就承办首届中非地方政府合作论坛在商贸和外交方面都取得成就。

## 军事
浙江省地处海防前哨，经济发达，部分地势险要，适合兵役年龄人口数量及质量高，军事工业潜力大，战争潜力较为雄厚。与赣、闽、皖、苏边界多有险要隘口，主要隘口有浙闽边界的分水关和枫岭关 、浙苏边界的父子岭、浙赣边界的仙霞关和草萍隘、以及浙皖边界的昱岭关和千秋关。1990年，估计符合应征年龄的青年约410万人，2019年全省应征报名人数已达到24万余人，其中大学生征集比例位列全国各省区第一，具有较高的文化素质和体质条件，兵源潜力大。自1962年建立军事工业以来，具有批量生产轻武器、小型火炮及轻型船艇能力，同时发达的民用工业体系可以战时转入军工生产。
浙江自清代以来就是中国海防要地，海岸线曲折，港湾众多，适合海军行动，同时也是中国海军的主要军事基地——舟山基地的所在地。浙江距离台海、钓鱼岛、东海油气田等热点区域较近；1949年以来两岸在浙江进行海战、空战22场，直到1955年国军才在台州列岛战败并撤退，近年来东海舰队常在浙江海域举行海上军事演习，并在南麂岛等离岛设立有军事设施。
1949年-1952年，解放军第三野战军第七军团进驻浙江，改制为浙江军区，隶属华东军区。1960年，改称浙江省军区，为正军级军区，辖6军分区、若干师团及60县人民武装部。1986年，人民武装部归各地方政府建制，受到军队和地方双重领导，次年成立隶属省军区的浙江预备役师。2013年军事改革以来，原有军区撤销，成立东部战区，现东部战区陆军第七十二集团军驻湖州，东部战区海军（东海舰队）司令部驻宁波，部队驻舟山基地。

## 经济
由于建国后实行计划经济，浙江省处于海防要地，重要经济项目难以落地，加之地形多山、资源匮乏，经济发展较为迟缓。改革开放以来，得益于良好的文化氛围和营商环境，浙江国民生产总值一跃从1978年的全国省区第12名发展为稳居全国第4名，同时也是中国直辖市以外人均可支配收入最高、民营经济发达、县域经济最活跃、城乡差距最小的省份。省内民营企业发达，在中国民营企业500强中占1/4强，连续19年居全国第一，上市公司总数、网络零售额在全国仅次于广东。
2018年，全省生产总值为56,197亿元，稳居全国第4位，年增长7.1%，高于同期全国增长率0.5%；人均生产总值达98,643元（合14,907美元），比上年增长5.7%；三次产业增加值比例调整为3.5∶41.8∶54.7，其中第二产业和第三产业对经济增长贡献最大，第三产业贡献率最高、达56.2%。 经济逐渐转向以信息产业为代表的信息、环保、健康、旅游、时尚、金融、高端装备制造业和文化产业八大产业。
| 地级市 | GDP (亿人民币) | 第一产业 (亿人民币) | 第二产业 (亿人民币) | 第三产业 (亿人民币) | 规模以上 工业产出 (亿元) | 人均生产总值 (人民币) | 社会消费品 零售总额 (亿元) | 出口总额 (亿美元) | 财政总收入 (亿人民币) | 城镇居民人均 可支配收入 (元) | 农村居民人均 可支配收入 (元) |
| --- | -------------- | ------------------- | ------------------- | ------------------- | ------------------------ | --------------------- | -------------------------- | ----------------- | --------------------- | ---------------------------- | ---------------------------- |
| 全省总计 | 56197.15       | 1967.01             | 23505.88            | 30724.26            | 69775.4                  | 98643                 | 25007.90                   | 3211.55           | 11705.82              | 55574                        | 27302                        |
| 杭州市 | 13509.15       | 305.51              | 4571.93             | 8631.71             | 14016.41                 | 140180                | 5715.33                    | 477.66            | 3457.46               | 61172                        | 33193                        |
| 宁波市 | 10745.46       | 305.96              | 5507.53             | 4931.97             | 17015.26                 | 132603                | 4154.93                    | 841.68            | 2655.28               | 60134                        | 33633                        |
| 温州市 | 6006.16        | 141.75              | 2379.53             | 3484.88             | 4721.72                  | 65055                 | 3337.11                    | 197.24            | 895.26                | 56097                        | 27478                        |
| 绍兴市 | 5416.90        | 196.12              | 2611.80             | 2608.98             | 6789.33                  | 107853                | 2007.61                    | 310.52            | 811.85                | 59049                        | 33097                        |
| 嘉兴市 | 4871.98        | 115.03              | 2624.49             | 2132.46             | 9785.54                  | 103858                | 1938.59                    | 305.85            | 895.29                | 57437                        | 34279                        |
| 台州市 | 4874.67        | 264.28              | 2182.60             | 2427.79             | 4959.09                  | 79541                 | 2366.88                    | 232.93            | 745.19                | 55705                        | 27631                        |
| 金华市 | 4100.23        | 135.86              | 1745.47             | 2218.90             | 3769.78                  | 73428                 | 2253.00                    | 554.97            | 661.74                | 54883                        | 26218                        |
| （义乌市） | 1248.11        | 21.05               | 409.53              | 817.53              | 554.26                   | 95795                 | 668.77                     | 382.78            | 153.45                | 71207                        | 36389                        |
| 湖州市 | 2719.07        | 127.69              | 1273.63             | 1317.75             | 4,313.86                 | 90304                 | 1297.24                    | 116.83            | 490.71                | 54393                        | 31767                        |
| 衢州市 | 1470.58        | 80.93               | 661.68              | 727.97              | 1704.87                  | 66936                 | 717.46                     | 35.04             | 206.90                | 43126                        | 22255                        |
| 丽水市 | 1394.67        | 94.16               | 577.79              | 722.72              | 1267.11                  | 63611                 | 682.91                     | 34.02             | 211.18                | 42557                        | 19922                        |
| 舟山市 | 1316.70        | 142.63              | 428.37              | 745.70              | 731.88                   | 112490                | 536.85                     | 64.18             | 218.35                | 56622                        | 33812                        |
| 备注：金华市数据包括其下辖义乌市数据，义乌市作为省计划单列县原文单独列出 备注2：生产总值为初步核算数，人均生产总值按常住人口计算 |                |                     |                     |                     |                          |                       |                            |                   |                       |                              |                              |

### 区域经济

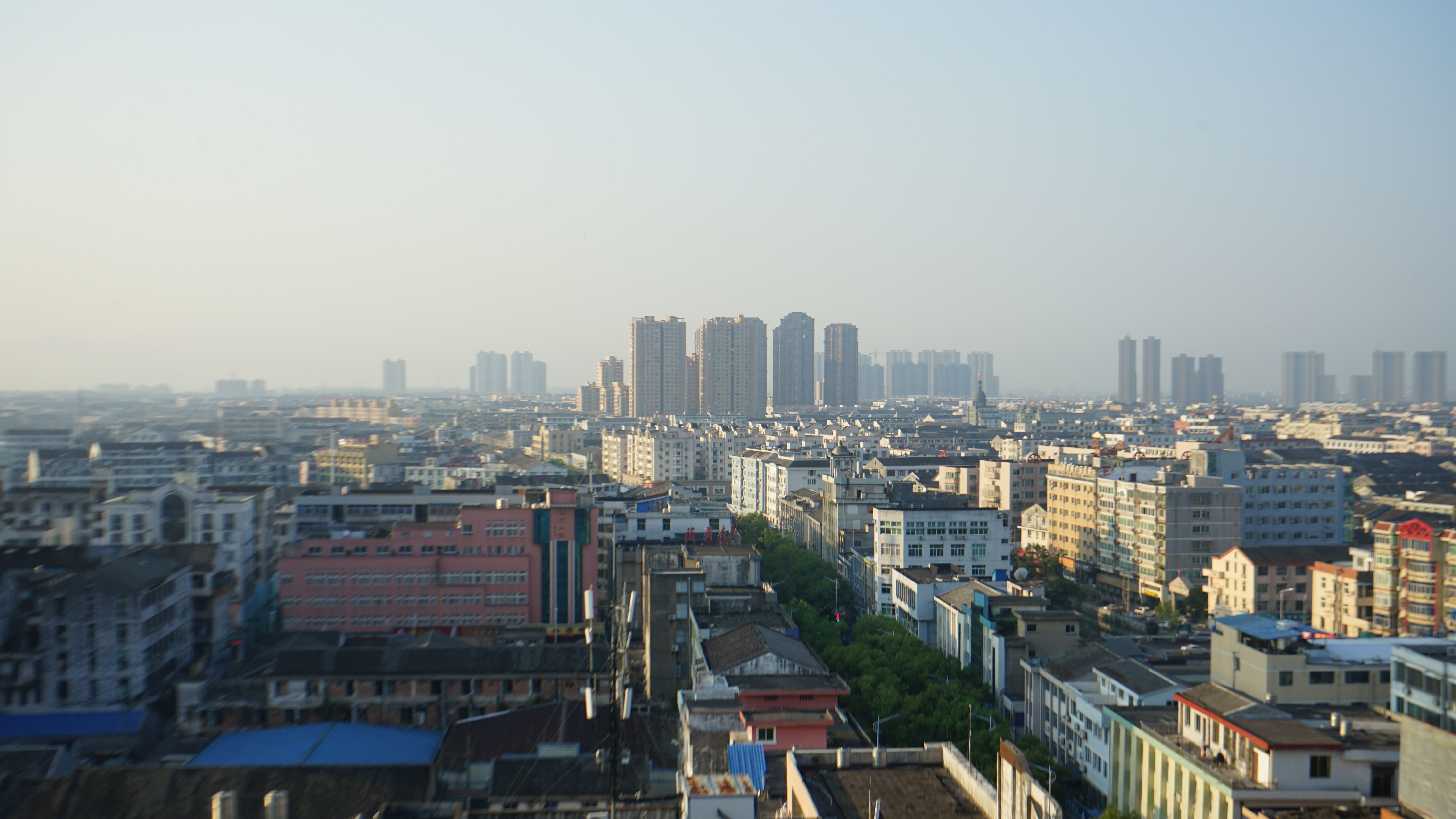
2019年由乡镇改制的县级龙港市

浙江是中国各省区内部经济发展最为均衡的省份之一，这得益于面积较小、文教传统、发展模式等因素：作为中国最小的省份之一，浙江省内各地能够较多的受到中心城市的辐射；而在文化方面，永嘉学派重经世致用，强调个性，冒险开放，更容易大胆“走出去”，成就了浙商和民营经济，同时人口文化素质也居全国前列；在没有政策支持的背景下，省内各地发展都是自主、平等，任何一地发展都可以对周边有极大促进作用，就如义乌的成功也带动了周边金华、衢州的发展。2002年以来，浙江实施“山海协作”等发展支持工程，以沿海发达地区产业转移为契机发展中西部山区，促进了欠发达地区及乡镇发展。
人均可支配收入方面，浙江以38529元的人均可支配收入高居全国第3位，仅次于京沪；2016年浙江农村常住居民人均可支配收入达到了22866元，收入连续32年位居全国各省区首位，仅次于上海市；城乡收入比仅为2.07，为全国省区最小；常住人口城市化率和户籍人口城市化率分别达到65.8%和51.2%，高于全国均值。全国户籍制度改革中，德清县更是取消城乡户口区别，纠正了城乡居民待遇不平等的现状。胡润报告称，人口仅占中国5%的浙江，却有着中国15%的顶尖富人阶层。
浙江省县域经济特别发达，人均水平高，百强县数比例大。2003-2008年中，浙江百强县总数位居全国第一，其后仍保持领先。2018年，中国社会科学院财经战略研究院发布《中国县域经济发展报告（2018）》中，全国县域经济综合竞争力100强排名中浙江占21席排第二，投资潜力百强27席居首；全国26县（市）城镇人均可支配收入超50000元，浙江独占20席，其中义乌市和玉环市超60000元；余姚市GDP总量超过千亿元；各区域县（市）城乡收入差距继续趋于缩小。

### 民营经济

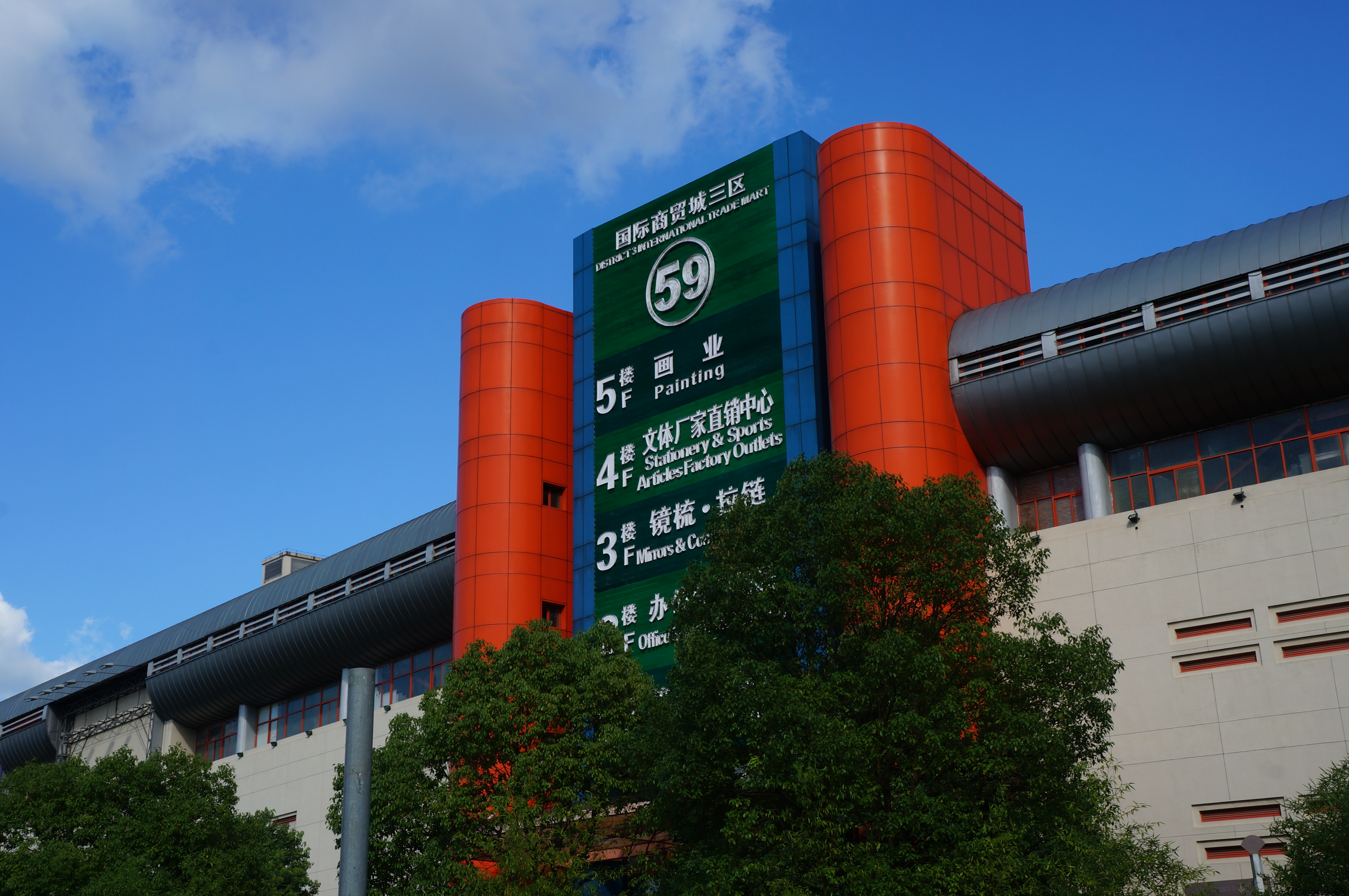
义乌国贸市场

浙江自唐宋以来商品经济发达，南宋永嘉学派就肯定逐利行为，也是1949年以来最早开放市场经济的地区之一，改革开放后民营经济发展迅速。早在1979年温州市就率先颁布中国第一张“个体工商户营业执照”，到了1997年底省内个体工商户153.23万户、256.41万人，私营企业9.18万户、135.52万人，2017年私营企业更是贡献了浙江50%以上的税收、60%以上的生产总值、70%以上的外贸出口、80%以上的就业岗位、90%以上的新增就业岗位；平均每10个浙江人中就有一位老板，每29个浙江人中就拥有一家企业。
省内杭嘉湖平原自然经济条件较为优越，主要实行苏南模式，主要特色是政府推动的乡镇企业；而广大浙东地区由于缺乏良好发展的乡镇经济组织，则更多采用温州模式，以专业化市场为出口导向，完全依赖私人资本和家庭工业，所以一开始在社会主义制度下难以被接受，随着浙江的快速发展，许多学者也把“温州模式”称作“浙江模式”。浙江模式的发展与区域内专业市场的发展和专业化产业区的发展息息相关，往往以市场为中心形成专业化产业区，就如柯桥的纺织产业、柳市的五金产业，这也是政策限制下的演变，宽松的政策下，浙江政商关系也稳步发展，省内金华、温州、杭州、嘉兴、台州5市入选2017年城市政商关系排行榜，政商关系健康指数在各省中排名第一。2015年，浙江各地有实体市场4243家，成交总额2.05万亿元；185家网上市场，185家网上市场；消费品市场和专业市场、线下市场和线上市场构成强大的销售网络，浙江省中部的义乌更是世界知名的商品采购中心。
浙江民营经济不仅作用在省内，500万省外浙商通过5000多个浙商市场在全国各地创造的销售额超过6000亿元，在外浙江人創造產值相當於全省生产总值的20%左右，浙商也由此成为了当代中国第一大商帮。多年以来浙江都是中国沿海地区唯一净资本输出的省份，2008年浙商在省外国内投资总额超过3万亿元，大量资本输出同时也导致了浙江本土投资率下降、经济增长率回落的问题，随着市场、企业不断扩张，浙江企业也面临转型压力。

### 支柱产业
| 排名 | 企业                   | 行政区   |
| ---- | ---------------------- | -------- |
| 1    | 阿里巴巴(中国)有限公司 | 杭州     |
| 2    | 榮盛控股集團           | 杭州萧山 |
| 3    | 吉利控股集团           | 杭州滨江 |
| 4    | 浙江恒逸集團           | 杭州萧山 |
| 5    | 青山控股集團           | 温州瓯海 |
| 6    | 杭州实业投资集团       | 杭州拱墅 |
| 7    | 杭州钢铁集团           | 杭州拱墅 |
| 8    | 海亮集團               | 绍兴诸暨 |
| 9    | 天能控股               | 湖州长兴 |
| 10   | 浙商中拓集团           | 杭州萧山 |
| 11   | 万向集团               | 杭州萧山 |
| 12   | 雅戈爾集團             | 宁波海曙 |
| 13   | 多弗国际控股           | 温州龙湾 |
| 14   | 桐昆控股集团           | 嘉兴桐乡 |
| 15   | 蚂蚁科技集团           | 杭州西湖 |
| 16   | 浙江能源集团           | 杭州西湖 |
| 17   | 物產中大集團           | 杭州西湖 |
| 18   | 正泰集团               | 温州乐清 |
| 19   | 兴合集团               | 杭州西湖 |
| 20   | 中国石化镇海炼化       | 宁波镇海 |

2017年浙江省政府工作报告称“大力发展信息、环保、健康、旅游、时尚、金融、高端装备制造业和文化产业，积极推进信息经济与各产业融合发展，促进业态创新，加快形成以八大万亿产业为支柱的产业体系”，信息行业成为浙江省未来最大的支柱产业。2017年，全省数字经济总量达20,658亿元，占GDP的比重达39.9%，杭州市不仅是中国互联网巨头阿里巴巴总部所在地，还汇集了全国超过1/3的电商平台和全国提供了70%以上的云计算能力，信息经济已经是省内经济的主要增长动力。制造业是浙江的传统优势产业，2014年装备制造业产业规模位居全国第四，装备制造业规上企业总产值22183亿元，而高端制造业是以高新技术为引领、处于价值链高端和产业链核心环节、决定整个产业链综合竞争力的新兴产业，也是浙江制造业近年来亟需突破的难题。
浙江的银行金融系统完善，起步较早，产业增加值超过GDP总量的7%。互助会等传统的民间金融形式在浙江，尤其是台州、温州、绍兴、义乌、青田为主的地区一直保持着生命力，并是浙江个体和私有经济发展的重要保证。浙江温州等地民间金融活跃，一度引发信贷危机，2012年国务院在温州设立金融改革综合区，试水民间金融。
旅游业是浙江省支柱产业之一，截至2017年旅游业占全省生产总值的7.5%，累计投资达11988亿元。2018年浙江省旅游业基本情况显示，全省共接待游客6.9亿人次，比上年增长8.7%，实现旅游总收入10005.8亿元，比上年增长11.9%，接待国内旅游人数达6.8亿人次，国内旅游收入9834亿元，国际旅游收入26亿美元，主要国际旅游客源国依次为韩国、美国、日本，知名景点有西湖、天台山、普陀山、雁荡山等。
文化产业和健康产业也是浙江的支柱产业之一。2013年全省文化产业增加值达到1880.40亿元，首次超过全省GDP的5%。2017年，全省健康产业实现增加值2597亿元，比2016年增长14.8%，高于同期全省GDP增速7个百分点，产业增加值占GDP的比重首次达到5%。

### 对外贸易

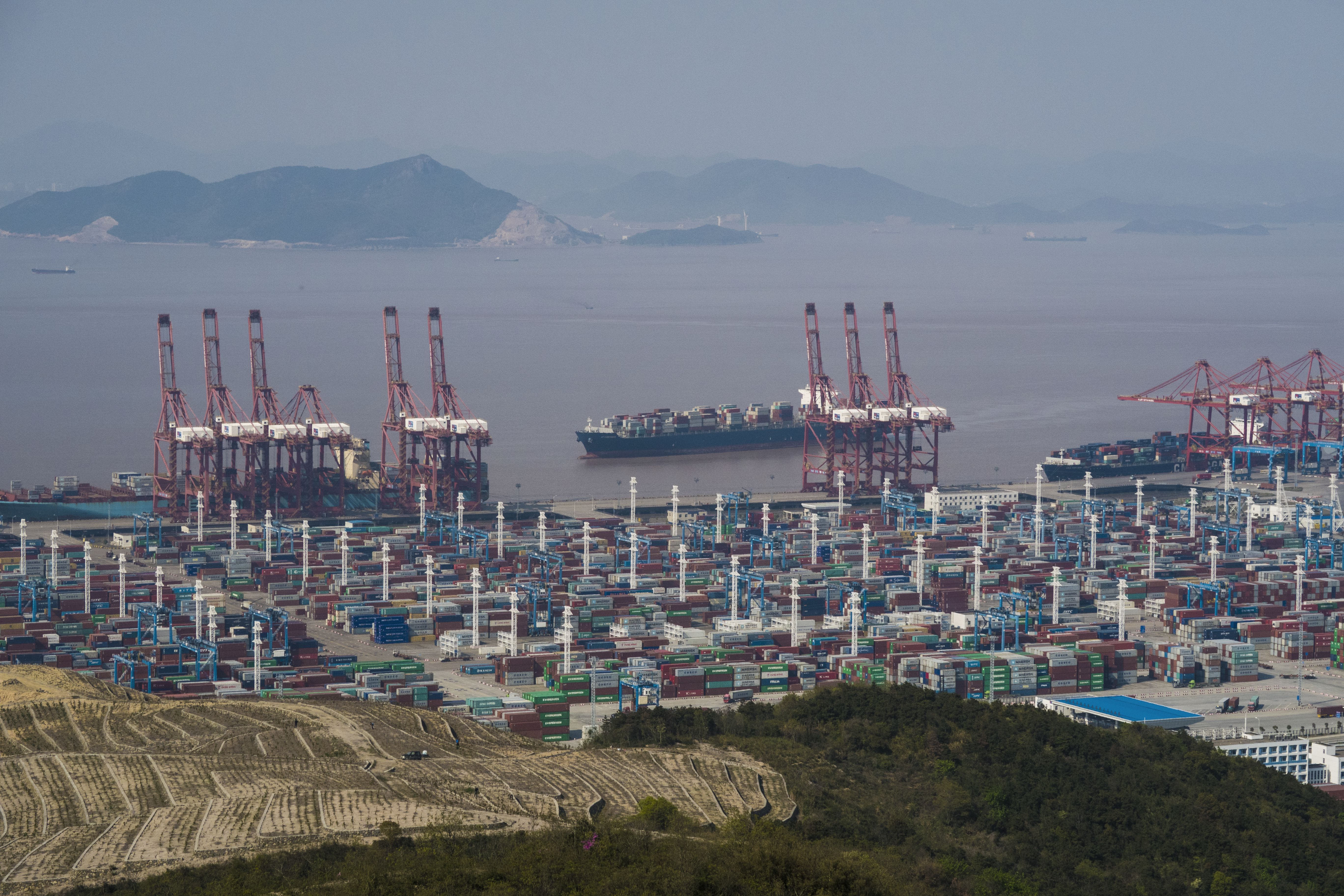
浙江最主要的外贸港口——宁波港

浙江省是中国最早对外开放的省份之一，对外经贸往来密切，外贸依存度高达67%，贸易增长速度远远高于经济增长速度，民营企业和三资企业是外贸参与的主力。2018年，货物进出口总额28,519亿元，服务进出口总额3815亿元，中欧班列开行320列，欧盟、美国和东南亚国际联盟是浙江省贸易伙伴前三位，其中欧盟是浙江省最大的贸易伙伴和最大出口市场，东南亚是进口的最主要来源地，浙江也是中国拥有境外企业数量最多的省份。2017年实际使用外资达179亿美元，对外直接投资规模居全国第三位，国外经济合作营业额72.84亿元，对外承包工程完成营业额401亿元，并且拥有者舟山自贸区、21个国家经济技术开发区、56个省级开发区、4个浙台经贸合作区、19个国际产业合作区。义乌国际小商品博览会、中国杭州西湖博览会等涉外展会在推动国内市场同时也起到促进对外经贸的作用。

## 基础设施

### 交通
省内公路成网水平属全国前列，2011年近90%的县市通达高速公路，至2020年实现陆域县县通高速。截至2017年底，省内公路总里程为120101公里，其中国道7355公里，省道4655公里，县道29080公里，乡道19677公里，专用道623公里，村道58713公里，高速公路4154公里，全省公路密度为117.98公里/百平方公里。
宁波舟山港是世界货物吞吐量第一大港，集装箱吞吐量则列全国第四。沿海港口万吨级以上泊位209个，货物吞吐量10.8亿吨、集装箱吞吐量2136万标箱，其中宁波-舟山港货物吞吐量8.7亿吨，连续六年位居世界第一；内河航道总里程9748公里，其中500吨级及以上高等级航道1398公里；内河港口货物吞吐量3.1亿吨，居全国第二位。
浙江铁路业起源于1906年的浙江全省铁路公司，早在1907年就修筑了第一条铁路。截至2011年全省铁路营业里程1774.6公里，省内各地级市都开通了高铁；人均铁路网密度0.33公里/万人，为全国人均水准一半。2011年发生于温州双屿的甬台温铁路追尾脱轨事故产生巨大影响。
浙江航空业起步于1950年代中期，省内重要机场有杭州萧山国际机场、宁波栎社国际机场、温州龙湾国际机场等，开通国内外航线207条，其中国内318条，国际及地区70条。2014年全省民航旅客吞吐量达4131万人次、货邮吞吐量为55.9万吨，综合排名全国第五。
随着交通基础设施不断完善，城市时空距离不断缩小，省会杭州到最南端地级市温州的最短旅行时间也从1996年的8小时缩短到2016年的3小时，2016年省内大多数城市相互旅行时间都在2-4小时之间。预计到2022年，省内将实现省域1小时交通圈、市域1小时交通圈和城区1小时交通圈。

### 水利与供水

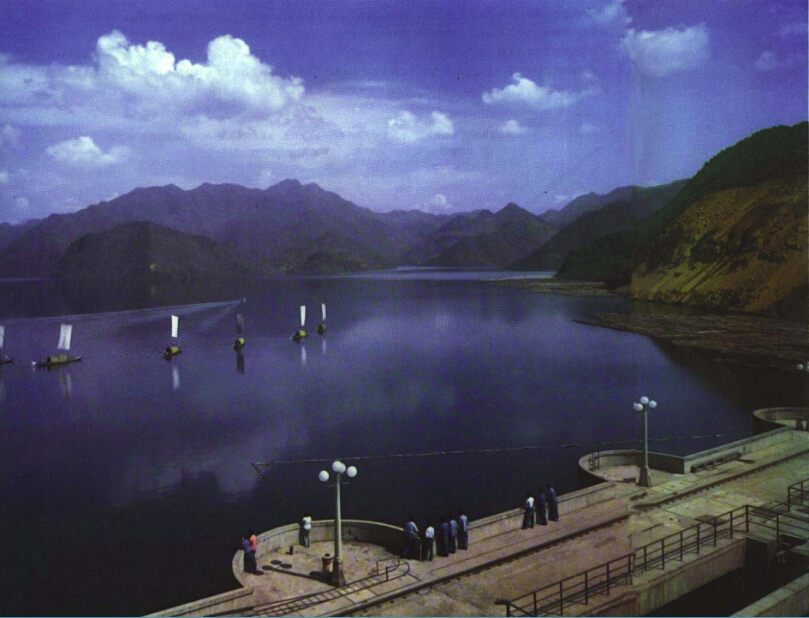
1966年《人民画报》所刊载新安江水库图画

省内最早的水利工程可以追溯到7000多年前的河姆渡遗址的水井和稻田；而5000多年前的良渚遗址的11条堤坝不仅是中国最早的大型水利工程，也是世界上最早的拦洪水坝工程。上古，以会稽（今浙江绍兴）为中心流传大禹治水传说；东汉的会稽郡鉴湖（今处绍兴市区）、钱塘江海塘，隋唐修治的大运河、钱塘湖等水利工程，至今仍发挥作用；自宋代以来，人口快速增长导致大量废湖为田、山林垦殖，再加上建国以后大炼钢铁破坏森林，诸多因素共同作用下水土流失越发严重，江河淤积逐年增加，水灾内涝也越发频繁，影响深远。
建国以后，一批水电、蓄水、防洪、围垦工程落地，增强了水能利用及对抗洪旱能力，缓解了长久以来的苕溪水患、钱塘江决堤、耕地不足等问题，同时新安江水库等部分工程也在移民、文物保护等方面有深远的社会影响和诸多遗留问题。

### 能源
2015年浙江省能源消费结构
浙江省能源消耗量大，能源自给率低，能源利用率效率高于全国平均水平。2015年全省能源消费结构中，煤炭占52.4%，石油占22.4%，天然气占4.9%，水、核、风电占10.9%，其他能源品种占9.4%。全省电力总装机容量8158万千瓦；其中供热机组装机容量943万千瓦，年发电量214亿千瓦时，年集中供热量3.6亿吉焦；加工原油2847万吨，生产各类成品油及石油制品3181万吨。
浙江电力事业最早可以追溯到1896年，民国时期杭州闸口发电厂曾与上海杨树浦发电厂、南京下关发电厂同为东南三大电厂。1949年以后，兴建中国第一个自主设计、自造设备的水电站新安江水电站及许多小型水电站，但供电不足的局面直到文化大革命结束以后才开始改变；1979年改革开放后浙江开始大力发展火电，火电取代了水电成为了目前发电的主力。
2016年，浙江省全社会用电量3873亿千瓦时，占全国6.5%，列全国第四位；全省人均用电量6929千瓦时，高于英国、西班牙、意大利等西方发达国家；同时清洁能源占总体能源比重正在逐步提高。

## 文化

### 思想
浙江的儒学传统可以追溯到东汉王充，在南宋则有永嘉、永康学派事功学说，及明阳明学盛行全国，清代则有黄宗羲等人开创的浙东学派，其要旨可以用“求实、批判、兼容、创新”概括。南宋理学家朱熹首先提出“浙学”的概念，指责浙东婺学、永嘉及永康之学太过功利、重史，将其湖湘理学、江西心学对立，明代中后期阳明心学也被列入“浙学”范畴，历代浙江学者提出了许多至今为人所熟知的主张，譬如王阳明的“知行合一”、黄宗羲的“经世致用”等。

### 书画

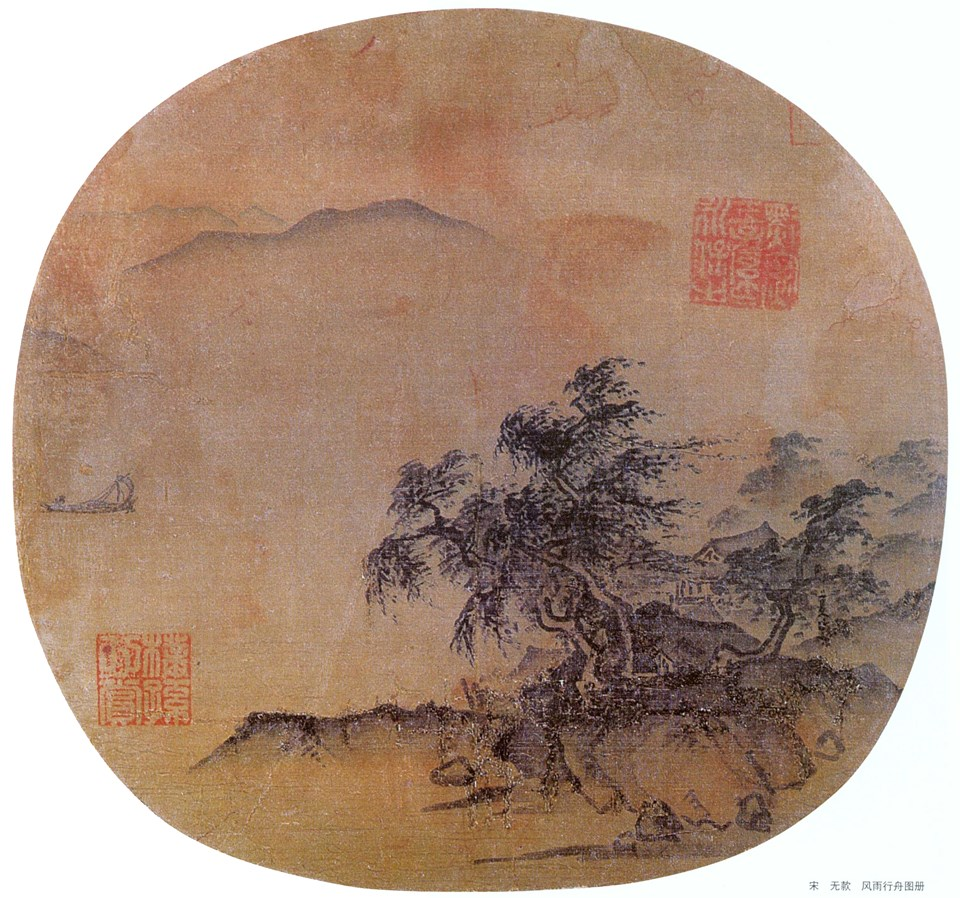
夏珪《风雨行舟图》

浙江的书画艺术流派纷呈，孕育了大量在书画界享有声誉的大师，有笔墨江南之称，在中国书画史上占有重要地位。初唐四家中的虞世南和褚遂良两位来自浙江省。12世纪起，杭州一向以来都是中国书画艺术的中心之一，有南宋四家（李唐、刘松年、马远、夏圭）、元代有黄公望，明代有浙派之戴进、蓝瑛等，清代有西泠八家。此外迁居浙江的王羲之，王献之，谢灵运等人的主要成就都是在浙江取得的。
赵孟頫是元代初期最有影响的书法家。黄公望、王蒙、吴镇是元季山水画四大家，黄公望更是四家之首。明代山阴徐渭写意花鸟画开启了明清以来水墨写意法的新途径，对后世的影响数百年来势头未衰。蓝瑛是对明清画风影响很大的武林派代表人物。陈洪绶是中国最早有名望的插图画家，对后来中国的版画艺术有很大的影响。
自19世纪以来，浙江书画更是独放异彩，对中国画坛产生重大影响，出现了众多如赵之谦、任伯年、丰子恺、吴昌硕、厉良玉、黄宾虹、潘天寿、马一浮、张宗祥、陆维钊、沙孟海、诸乐三等知名书画家。任伯年的画风于清末江南一带，甚有影响，为海派之首。潘天寿师从吴昌硕，在国画上造诣颇深，奠定了中国国画教育的基础。著名篆刻家和書畫家吴昌硕是西泠印社第一任社长，此后连续三届社长马衡、张宗祥、沙孟海皆为浙籍大家。著名的漫画家张乐平塑造了漫画人物三毛的形象。近代书画家尚有沈尹默、叶浅予等。
成立于1928年的中国美术学院，是中国最早的美术高等教育学校，位于杭州西湖，曾在此執教的代表人物包括林风眠、吴大羽、潘天寿、方幹民、顏文樑等名家，并培养出赵无极、朱德群、吴冠中、罗工柳、苏天赐等杰出的艺术家。绍兴兰亭因晋代大书法家王羲之曾在此作《兰亭集序》而成为中国的“书法圣地”，吸引着众多的国内外书法家、书法爱好者前来参观。1999年成立的浙江艺术职业学院是目前浙江省唯一的一所国办全日制综合性高等艺术院校，培养戏曲、音乐、舞蹈等艺术人才。

### 饮食

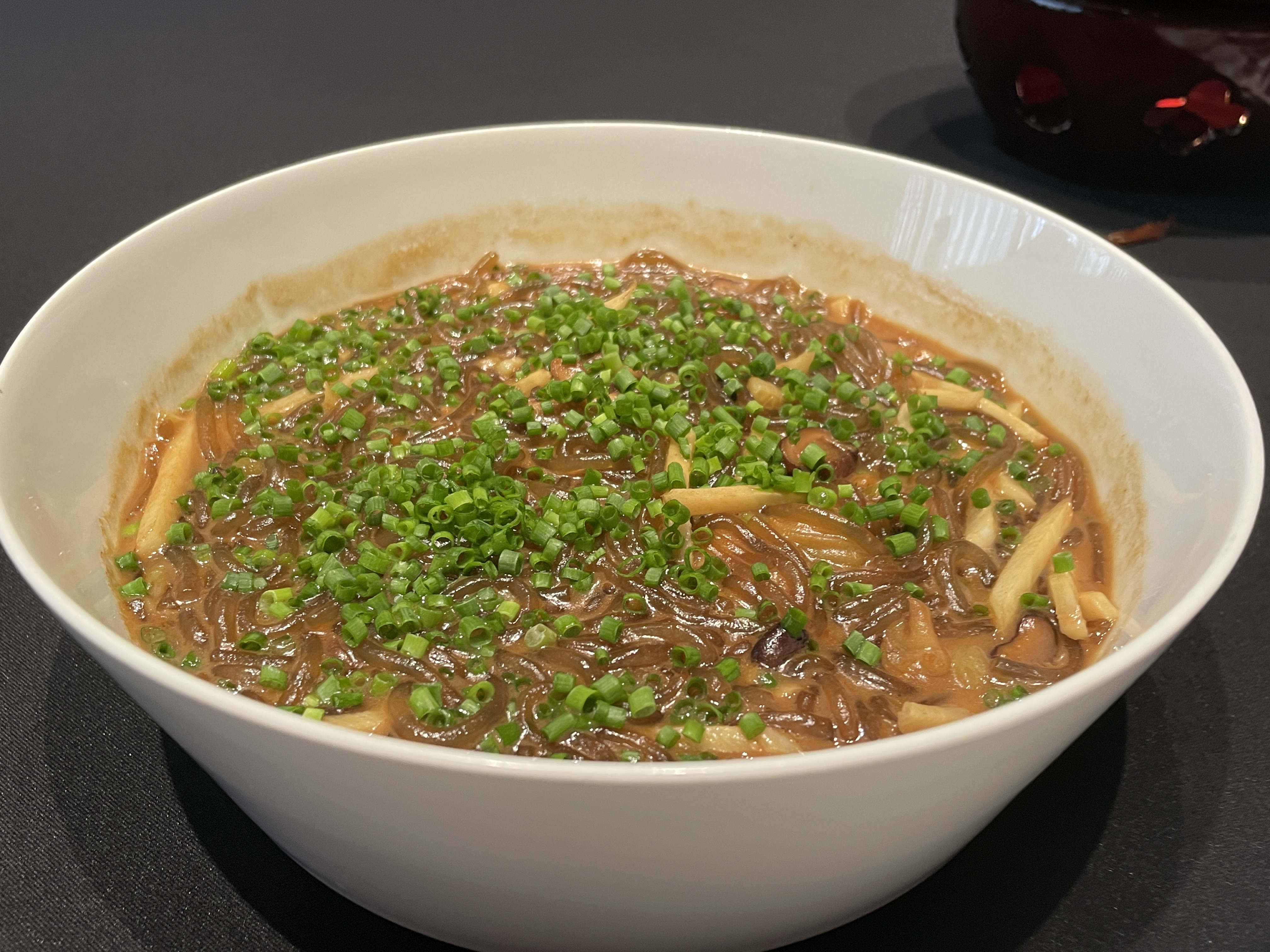
台州菜：沙蒜豆面

浙菜是中国八大菜系之一，内部又分为杭州菜，绍兴菜，温州菜三个大分类，自宋代以来饮食著作多为江浙文士所著，其代表菜也多与文化名人、风景名胜有关。浙菜以其浓郁的文化特色享誉海内外。浙菜凭借浙江丰富的物产食材选择及其广泛，菜品丰富，菜式精致，口感鲜美脆软、口味清爽滑嫩，菜式注重保留食材口感。因烹调方式不重用油烟，浙菜得以较好地保持食材的营养物质。2020年代随着新荣记的成功经营，台州菜逐渐流行，并进入高端中餐市场。
典型的浙菜菜谱有“西湖醋鱼”、“宋嫂鱼羹”、“东坡肉”、“龙井虾仁”、“奉化芋头”、“蜜汁火方”、“兰花春笋”、“宁式鳝丝”、“三丝敲鱼”、“虾子面筋”、“双味蝤蠓”、“新风鳗鲞”、“叫化童鸡”、“安吉竹林鸡”等。此外湖州的百鱼宴，温州、台州和舟山的海鲜，以及温州的山珍也很有特色。浙江特色小吃有片儿川、吴山酥油饼、宁波汤圆、金华干菜酥饼、马蹄酥、缙云酥饼、遂昌蕃薯干、浦江米筛、永康麦饼、缙云烧饼、绍兴臭豆腐、咸哼豆、湖州手剥笋、定胜糕等。浙江小吃名店有杭州的楼外楼、知味观、奎元馆，宁波的缸鸭狗，温州的天一角，湖州的丁莲芳和诸老大，嘉兴的五芳齋等。

### 文学

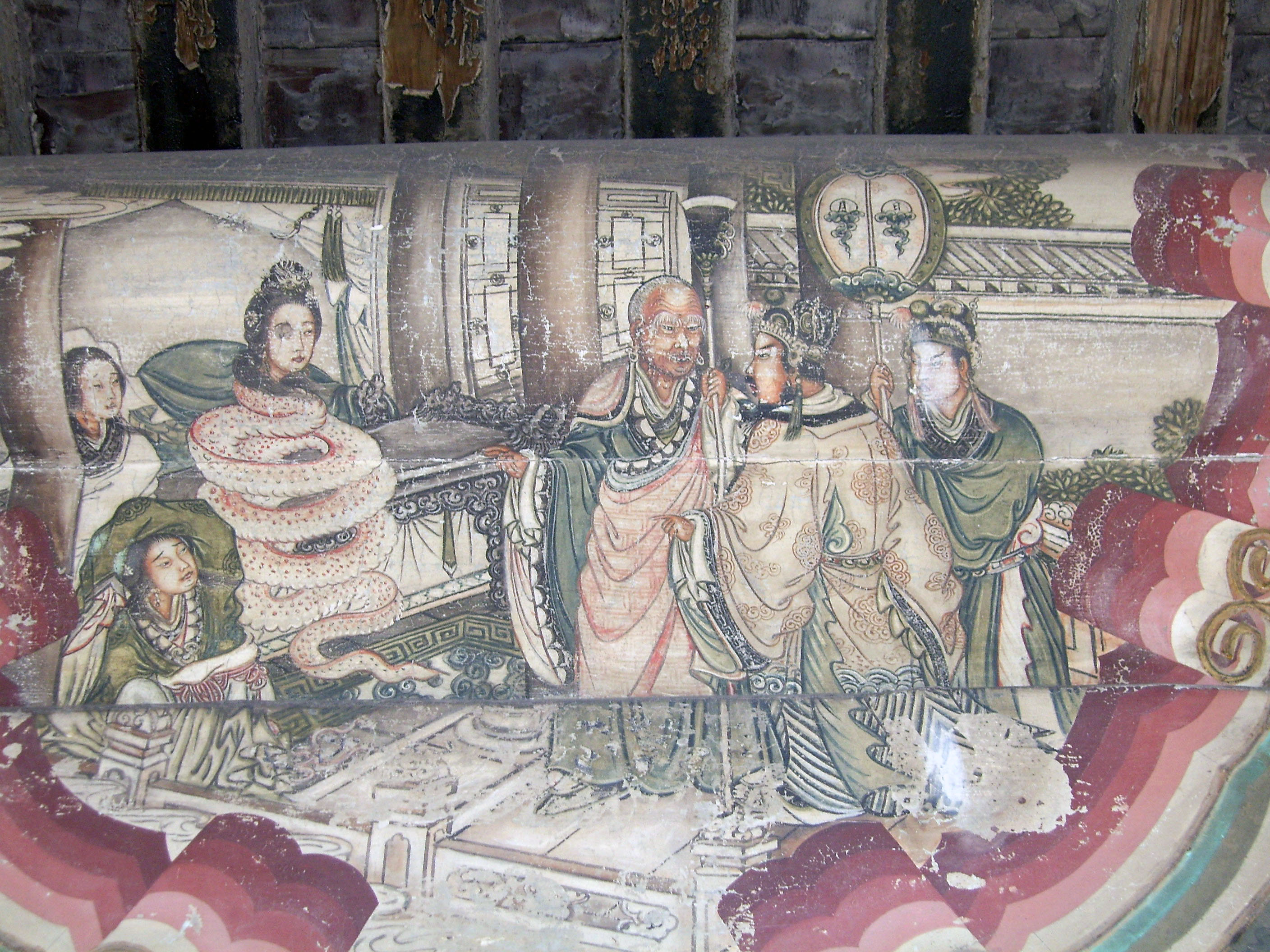
《西湖三塔记》中的白蛇传说。讲述白娘子是一条专吃青年男子的白蛇精

古代浙江地区的文学家有贺知章、王守仁、刘基、虞世南、陆游、沈约、骆宾王等。浙西词派是清代前期中国的一个词创作流派，产生、发展主要在浙西，即今杭嘉湖一带。创始人是朱彝尊，朱与曹溶同为浙西词派的最早倡导者。浙西词派是清代前期最大的词派，影响深远。浙西词派代表人物有朱彝尊、曹溶、汪森、李良年、厉鹗、王昶、吴锡麒等。近现代浙江地区的文学家有鲁迅、茅盾、郁达夫、徐志摩、余華、郑振铎、安妮宝贝、南派三叔、紫金陈等。浙江地区流传着丰富的民间传说，如白蛇传、梁山伯与祝英台、西施、苏小小等的爱情美谈。济公、杨乃武与小白菜、干將莫邪、西湖传说、刘伯温传说、黄初平（黄大仙）、观音、徐文长等民间故事。

### 手工艺
浙江的传统工艺美术相当发达。成立于1904年的西泠印社是中国最早的研究金石篆刻的一个百年学术团体和专业金石书画出版机构，在国内外享有很高的声誉，有“天下第一名社”之称。在民间雕刻艺术中，有青田石雕、宁波朱金漆木雕、乐清黄杨木雕、东阳木雕、黄岩翻簧竹雕、临安鸡血石雕、永康锡雕。仙居花灯和硖石灯彩是中国传统灯彩的重要代表。嵊州竹编、东阳竹编是中国竹编中的奇葩。乐清细纹刻纸、浦江剪纸、乐清龙档、浦江麦秆剪贴、温州的瓯绣和瓯塑、温州和仙居彩石镶嵌、宁波骨木镶嵌亦是中国传统工艺中的瑰宝。浙江是中国瓷器、宝剑、黄酒、文房四宝、丝绸、雨伞、檀香扇、漆器等的重要传统生产地之一，所以积累了丰富的传统生产技艺。浙江也是中国瓷器的重要产地，中国青瓷的发源地（德清窑），浙江的越窑、哥窑、龙泉窑、南宋官窑等具有重要地位。
西湖龙井是中国最著名的茶叶之一。陆羽在产生中国最早皇家茶园（长兴紫笋茶为中国第一种贡茶）的湖州完成了茶叶巨作《茶经》，浙江的茶道也传播到了国际。绍兴黄酒是中国酒类最古老的始祖，起源于绍兴，现绍兴黄酒已经有古越龙山、女儿红、会稽山等多个中国名牌。湖州湖笔为文房四宝之首。

### 表演艺术
浙江的传统音乐丰富多彩，兼有刚柔。浙派古琴、江南丝竹和平湖派琵琶代表江南柔美的特色。自明代中叶流行至今的浙东锣鼓则欢快愉悦，以一个乐队中运用十多件打击乐器著称，主要的代表是嵊州吹打和舟山锣鼓。在民歌方面，嘉善田歌是浙江民歌及吴歌的重要形式，舟山渔民号子是舟山各岛渔民、船工世代相传的海洋民间口头音乐。畲族民歌则是南部畲族居民的传统民歌。
浙江民间舞蹈和游艺项目也是形式多样，极具观赏性。浦江板凳龙、长兴百叶龙、奉化布龙、兰溪断头龙是中国传统龙舞的代表。临海黄沙狮子是浙江最有名的狮舞。余杭滚灯和海盐滚灯是中国传统滚灯的代表之作，余杭滚灯还是浙江省唯一入选2008年北京奥运会开幕式前表演的节目。其它闻名遐迩的传统舞蹈还包括温岭大奏鼓、青田鱼灯舞、永康十八蝴蝶等。在传统游艺与杂技项目中，永康和仙居的九狮图、杭州和东阳一带的翻九楼、绍兴的调吊被入选国家级非物质文化遗产，是具有浓郁浙江特色的传统艺术。

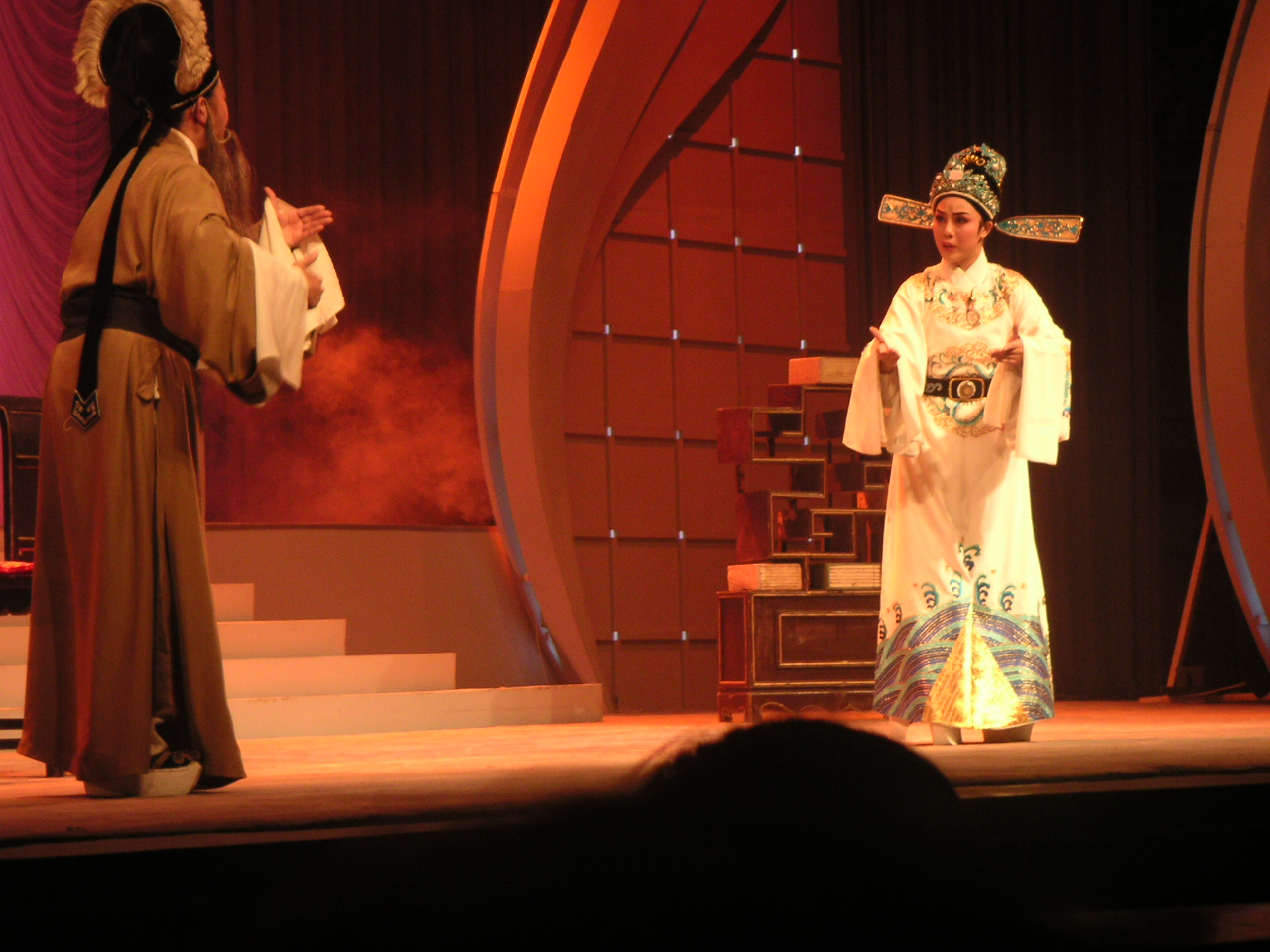
越剧《碧玉簪》

浙江的戏剧艺术底蕴丰厚，是中国最早成熟的文艺戏剧南戏的诞生地，南戏与古希腊戏剧和古印度戏剧并列为世界三大古代戏剧体系。浙人李渔是明末清初著名的戏曲家，现存他的戏曲论著《闲情偶寄》词曲部，对中国古代戏曲理论有较大的丰富和发展。以《长生殿》蜚声文坛的洪升是清代一位伟大的剧作家。成立于1955年浙江昆剧团是当时全国第一个也是唯一的昆剧表演团体。次年改编演出的传统剧《十五贯》轰动全国，被时任总理周恩来誉为“一出戏救活一个剧种”。发源于嵊县（今嵊州市）的越剧是中国第二大戏曲剧种。多个越剧流派的创立人系浙江艺人，如戚派的戚雅仙，尹派的尹桂芳等。其中尹派越剧被立为中国国家级非物质文化遗产。目前著名的专业越剧团体有浙江小百花越剧团等。在越剧以外，绍剧艺术大师六龄童被誉为“中国南猴王”，其子六小龄童也是著名戏剧家。此外，被列入国家级非物质文化遗产的其他传统地方剧种还有西安高腔（衢州市）、松阳高腔、新昌调腔、宁海平调、台州乱弹、浦江乱弹、瓯剧、甬剧 、姚剧、绍剧和婺剧等以及海宁皮影戏、泰顺药发木偶戏、平阳木偶戏和单档布袋戏（平阳县、苍南县）。京剧在浙江并不流行，但浙江出现了著名海派京剧大师，“麒派”创立人周信芳。
在曲艺方面，温州鼓词（瑞安市）、绍兴平湖调、兰溪摊簧、杭州摊簧、绍兴摊簧、绍兴莲花落、杭州小热昏、杭州评词、杭州评话、绍兴词调、临海词调、四明南词、平湖钹子书、宁波走书（鄞州区、奉化区）、杭州独脚戏、金华道情（金华市、义乌市）、杭州武林调、绍兴宣卷和温州莲花（温州市、永嘉县）均被国家级非物质文化遗产收录。相声在浙江流行程度并没有滑稽戏高，不过浙人倪敏然对相声在台湾的推广贡献较大。

### 体育

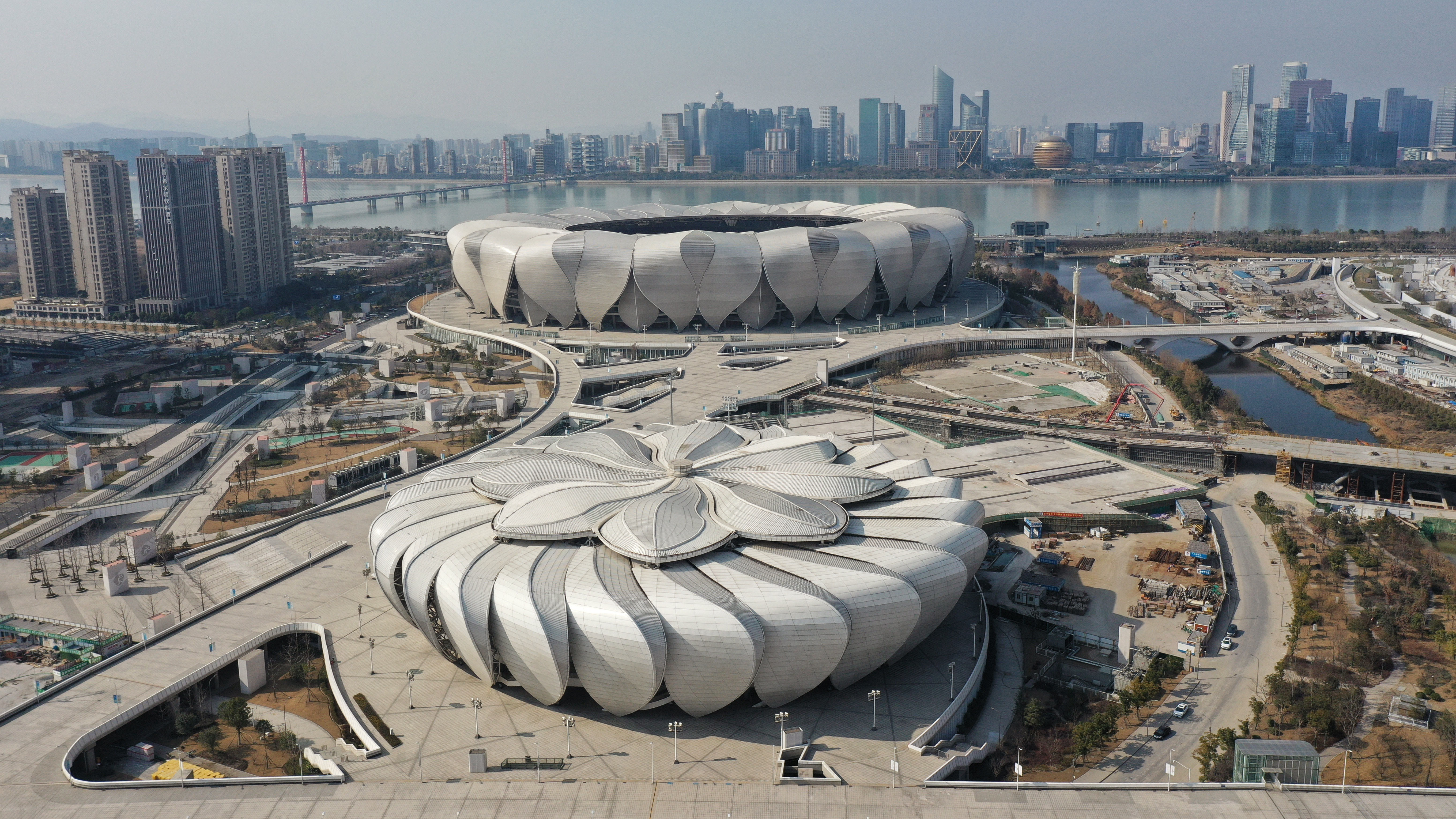
2021年，正在建设中的杭州奥体博览城，主体育场在2019年已投入使用

船拳是浙江特有的武术，属南拳。浙江省运动会始于1951年，目前四年一届，已经举办了15届，其中前10届都在杭州举办。
1930年4月，第四届中華民國全國運動會在杭州举行。浙江是中国1984年参加奥运会之后，每届奥运会都获得金牌的两个省份之一。皮划艇、射击、游泳等是浙江选手的强项。
2013年浙江省进行第六次体育场地普查，普查显示浙江人均体育场地1.48平方米，比2003年第五次普查时增长51%，平均每万人拥有体育场地数为22.7个。主要的体育场馆有杭州黄龙体育中心、杭州奥体中心、宁波市体育中心、台州体育中心、嘉兴体育中心、金华市体育中心、绍兴市体育中心和义乌体育会展中心。千岛湖为中国水上运动训练中心。

### 传媒

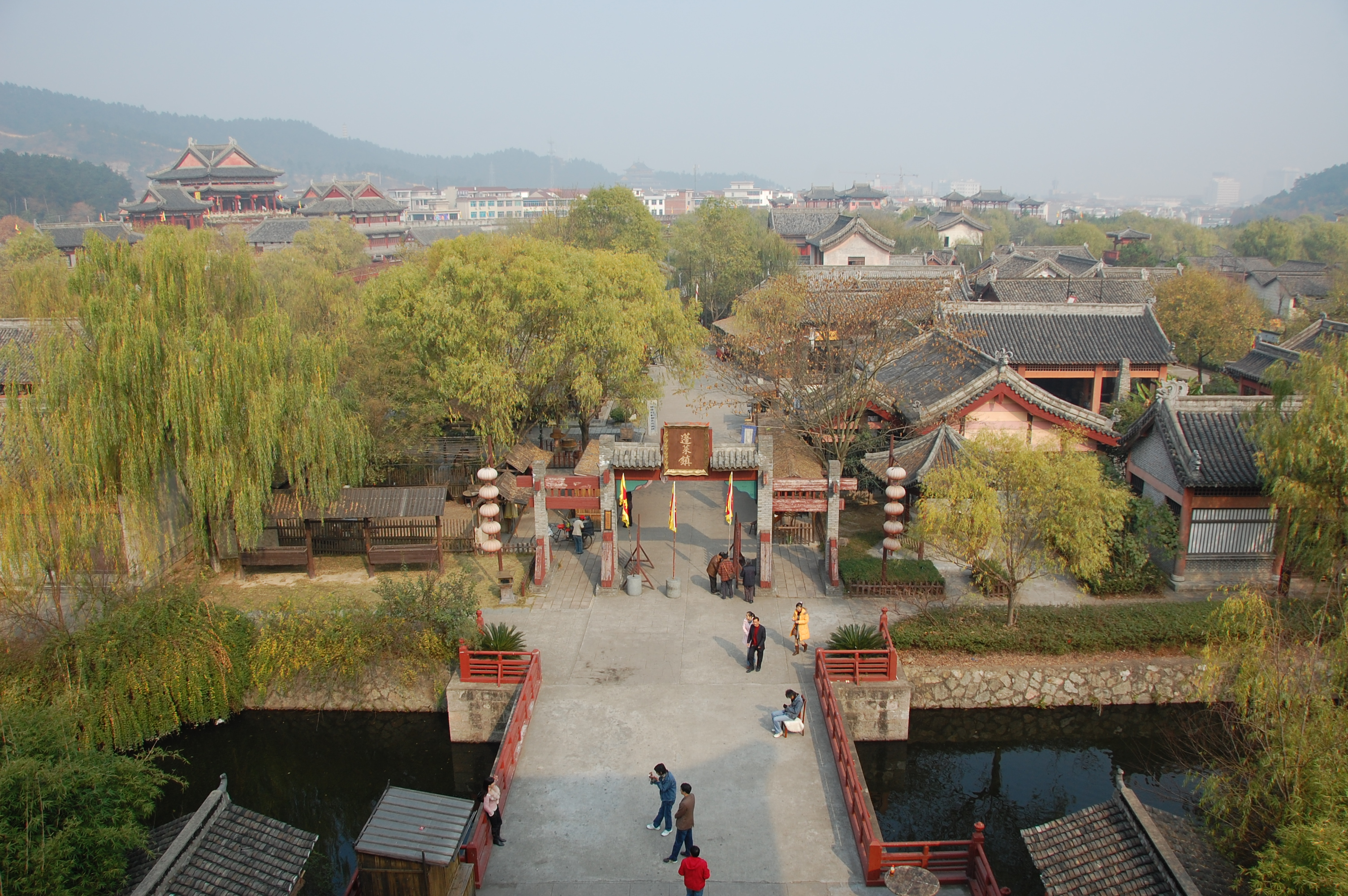
横店影视城

钱江晚报是世界报业500强。在2007年发布的第四期中国报业竞争力监测报告中，钱江晚报和都市快报两家报纸入选全国晚报都市类报纸竞争力20强，其中都市快报列全国晚报都市类报纸竞争力20强第二名。
浙江电视台是省级电视台。2001年12月26日成立浙江广播电视集团。省内主要电视台有：杭州电视台、宁波电视台、温州电视台、台州电视台、湖州电视台、嘉兴电视台、绍兴电视台、金华电视台、衢州电视台、舟山电视台、丽水电视台。
浙江是中国电视剧大省，1978年拍摄省内第一部电视剧《约会》，后又拍摄浙江、也是中国第一部旅游电视剧《蜜月从现在开始》、第一部传记连续剧《鲁迅》和第一部为活人作传的《华罗庚》。其中4集电视剧《鲁迅》曾获得1983年飞天奖特别奖。1990年代杭州电视台拍摄的8集连续剧《老房子新房子》，则开了“本塘剧”和“方言剧”的先河，有普通话和杭州话两个版本，其中杭州话版本当时曾引起不小的争论。1997年由浙江华新影视拍摄的《绍兴师爷》是第一部民营电视剧。不过浙江的电视剧出现赢利还是在2002年拍摄《天下粮仓》后。位于东阳市横店影视城是全球规模最大的影视拍摄基地，为中国重要的影视拍摄和制作基地。浙江的民营影视文化企业实力较为雄厚，每年有大量作品问世。

## 延伸阅读
[在维基数据编辑]
 《欽定古今圖書集成·方輿彙編·職方典·浙江總部》，出自陈梦雷《古今圖書集成》